# Промышленность Испании

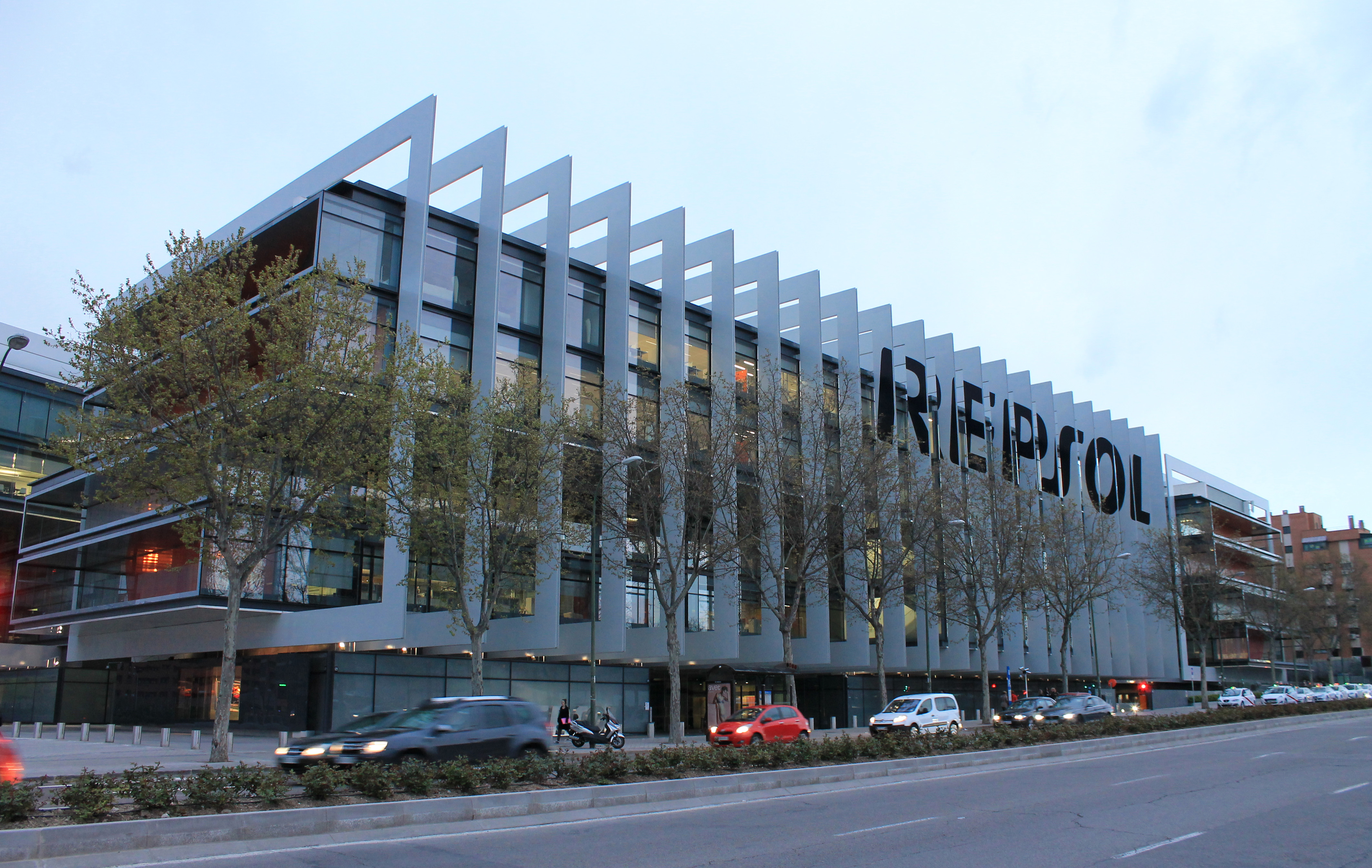
Мадридская штаб-квартира Repsol — крупнейшей промышленной компании Испании

Промышленность Испании — одна из отраслей экономики страны, которая даёт около 1/3 национального ВВП. Испания занимает 1-е место в мире по производству оливкового масла, 3-е место в мире по производству вина (уступая лишь Италии и Франции), 2-е место в Евросоюзе по производству автомобилей (уступая лишь Германии), 3-е место по выплавке стали (уступая лишь Германии и Италии) и 3-е место по выработке электроэнергии (уступая лишь Франции и Германии).

## Общие сведения
В 2023 году обрабатывающая промышленность Испании выросла на 2,1 %, сдерживаемая ростом цен на энергоносители после вторжения России в Украину, а также ростом процентных ставок; производство машин и оборудования выросло на 5,5 %. По итогам 2024 года обрабатывающая промышленность выросла на 3,9 % (включая химическую и фармацевтическую промышленность, которые выросли на 9 %, бумажную промышленность, которая выросла на 5 %, производство транспортного оборудования и пищевую промышленность, которые выросли на 4,5 %, производство машин и оборудования, которое выросло на 3,5 %), однако текстильная отрасль сократилась на 2 %.

## Горнодобывающая промышленность

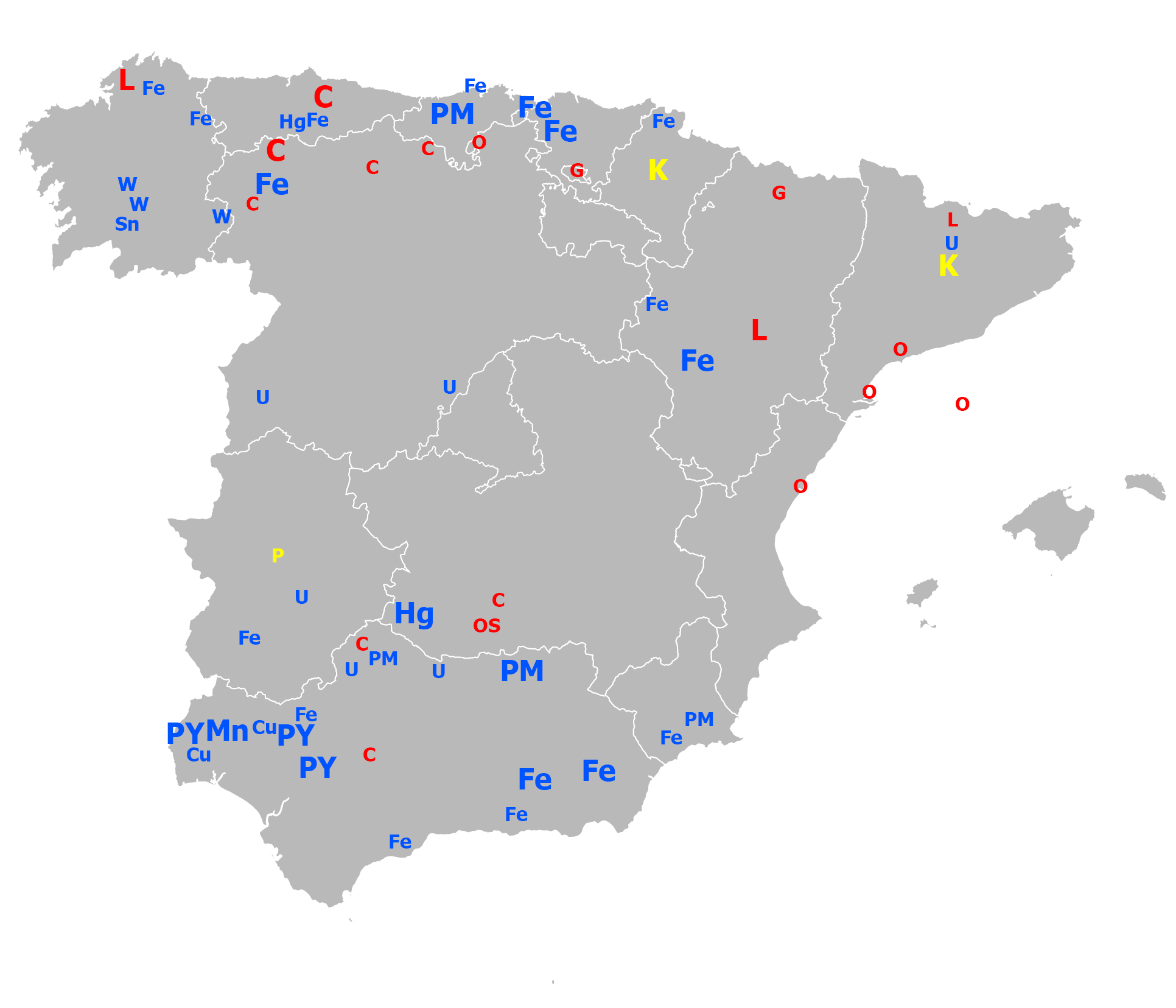
Полезные ископаемые Испании. Синим цветом обозначены металлы (в том числе PM — полиметаллы, PY — пириты), красным — ископаемое топливо (C — каменный уголь, L — бурый уголь, O — нефть, G — природный газ, OS — горючие сланцы), жёлтым — калийные соли (K) и фосфориты (P).

Старейшая отрасль испанской промышленности — горнодобывающая. Испания, богатая полезными ископаемыми, является одним из мировых лидеров по добыче ртути (около 1,5 тыс. тонн в год; главный центр — Альмаден) и пиритов (около 3 тыс. тонн в год; главным образом в районе Уэльвы).
Испания занимает 9-е место в мире и первое среди стран ЕС по добыче металлосодержащего сырья; в Европе выделяется добычей полиметаллических и урановых руд, серебра. Также в стране добывают железные руды (1,4 млн тонн в 1996 году; основные центры — Бискайя, Сантандер, Луго, Овьедо, Гранада и Мурсия), свинцово-цинковые, вольфрамовые, медные и титановые руды, золото, кварц, калийные соли и другие минералы.
Собственная добыча угля (каменного и бурого) обеспечивает лишь 1/5 энергетических потребностей страны.

## Машиностроение

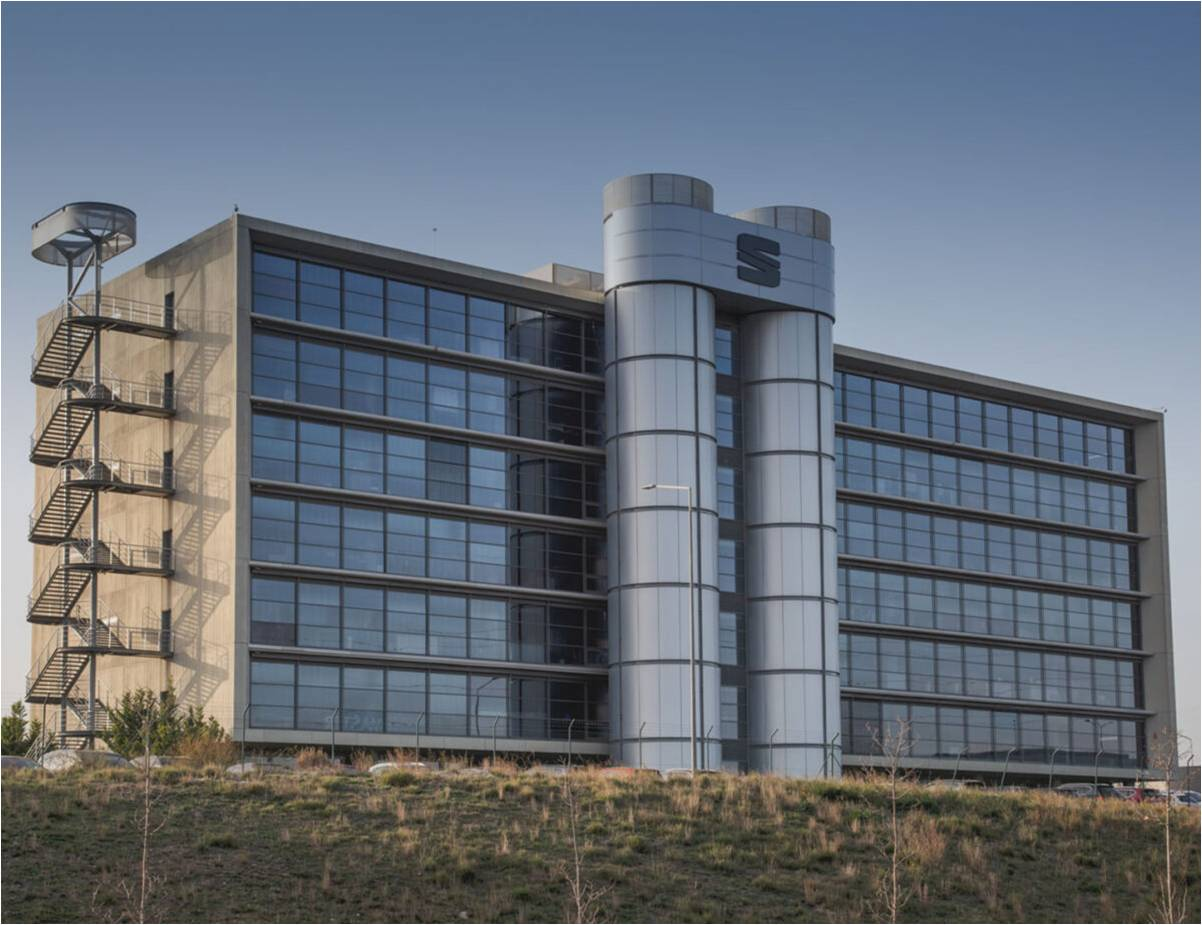
Штаб-квартира SEAT в Мартореле

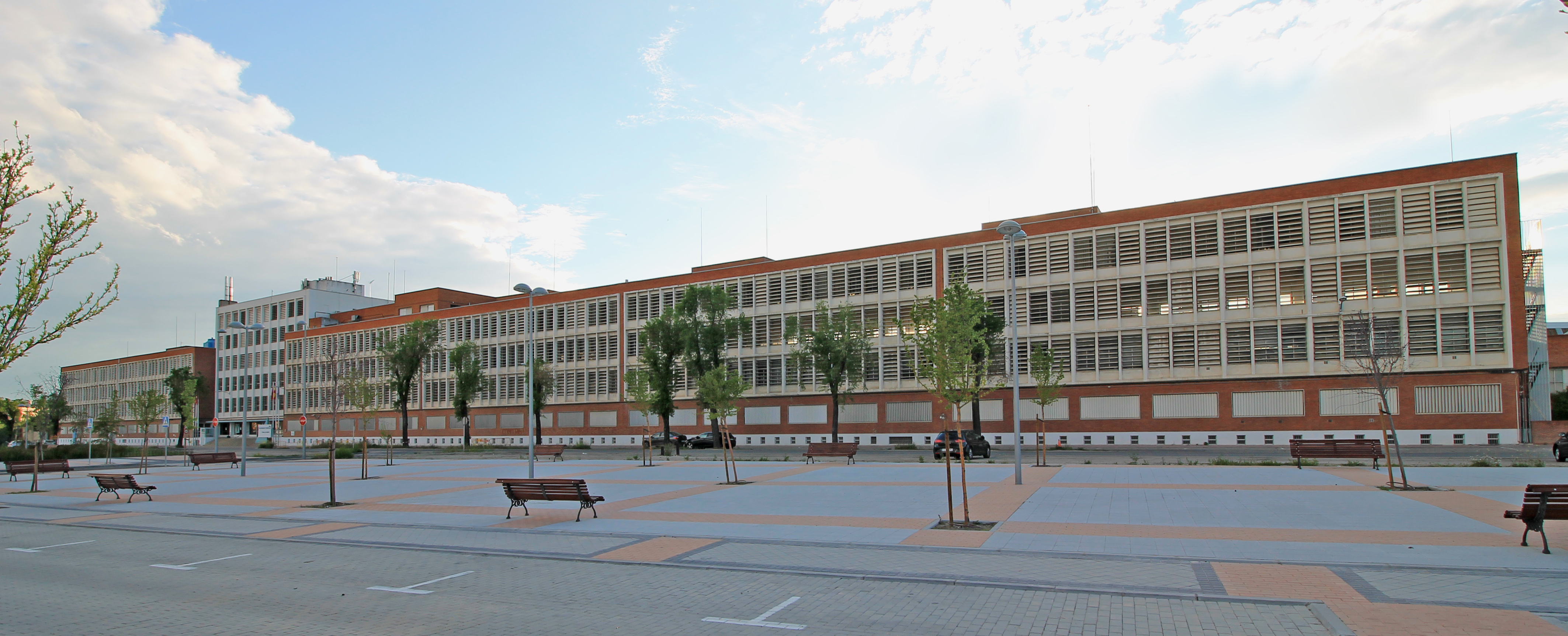
Автозавод Stellantis в Мадриде

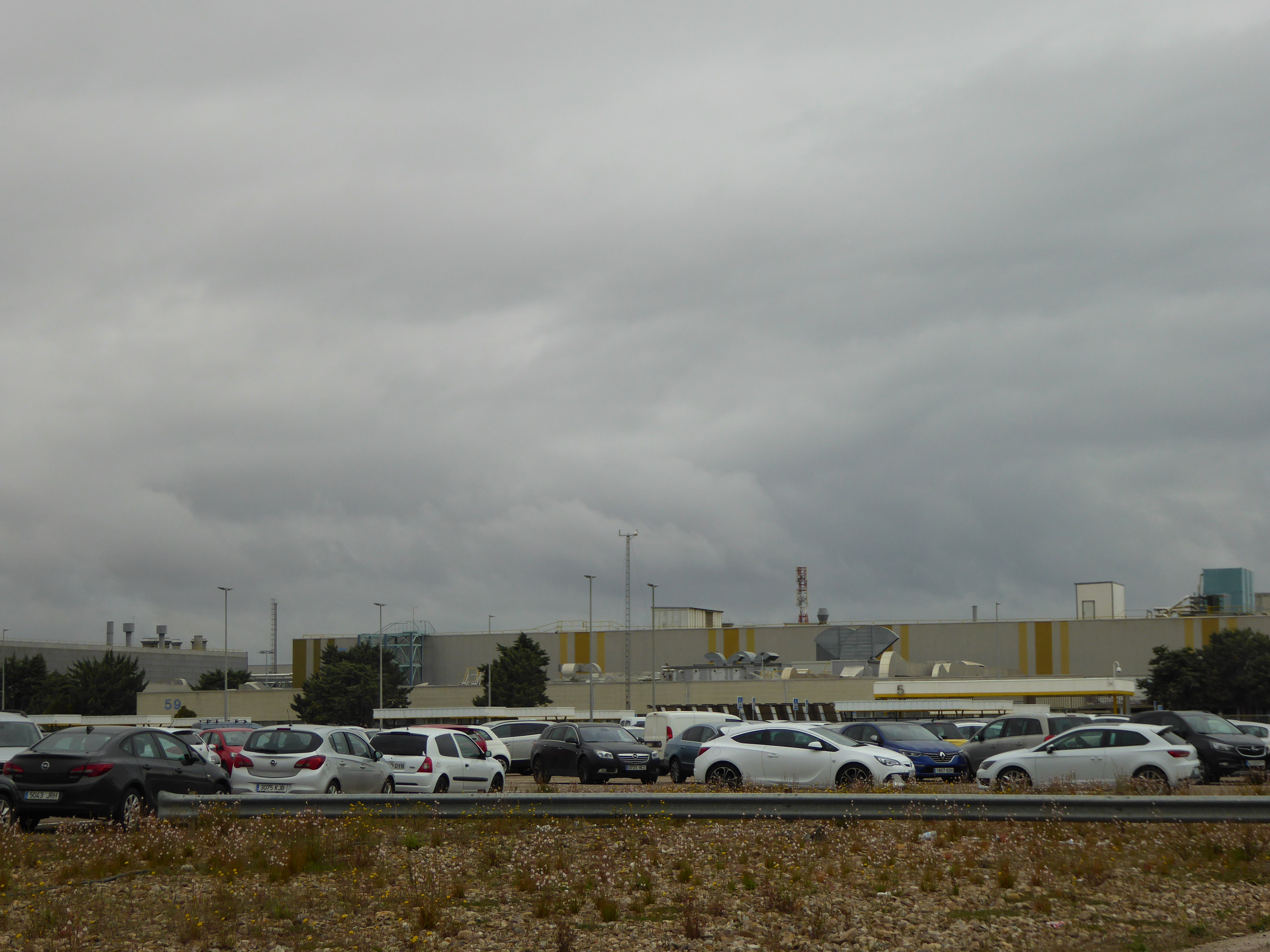
Автозавод Stellantis в Фигеруэласе

Машиностроение является одной из ведущих отраслей экономики страны. В Испании производят различные транспортные средства, в том числе легковые и грузовые автомобили, автобусы, скоростные поезда Talgo 250, грузовые и пассажирские корабли, транспортные самолёты и вертолёты.
Испания занимает пятое место в Европе по выпуску станков, половина из которых отправляется на экспорт. Развито также производство оборудования для химической, текстильной и пищевой промышленности, энергетического оборудования (в том числе для ветряной и солнечной энергетики).

### Автомобилестроение

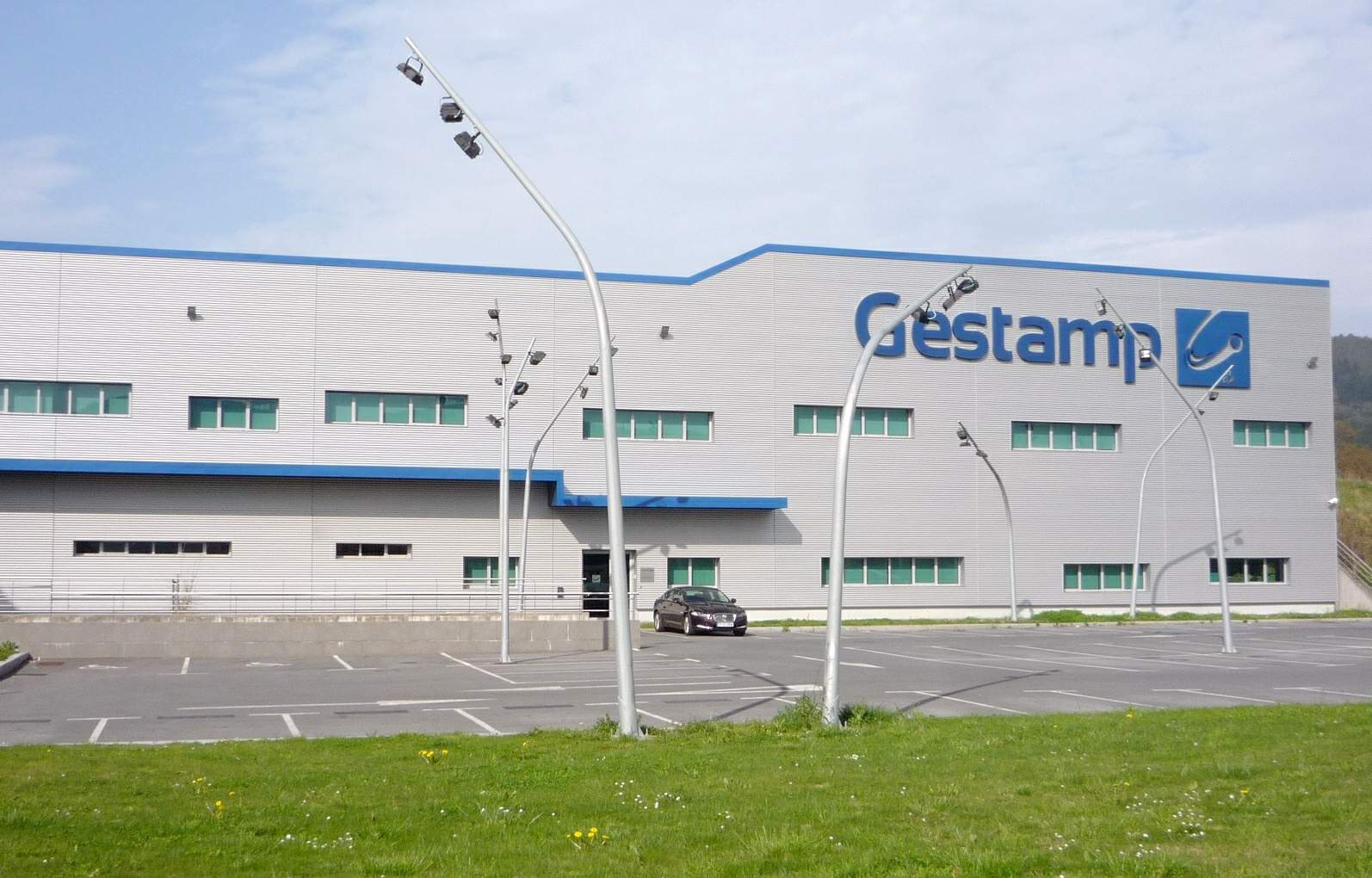
Завод Gestamp Automocion в Самудио

Автомобильная промышленность Испании занимает одно из лидирующих мест в Европе (более 2 млн автомобилей в 2021 году). Основные центры — Барселона, Мадрид, Вальядолид, Витория, Памплона и Виго. В автомобильной промышленности доминируют иностранные корпорации, в том числе Stellantis (Нидерланды), Volkswagen (Германия), Ford (США), Renault (Франция), Iveco (Италия) и Chery Automobile (Китай).
Крупнейшими автомобильными заводами Испании являются:
- Stellantis España (Виго)
- SEAT (Марторель)
- Ford España (Альмусафес)
- Renault España (Вальядолид)
- Iveco España (Мадрид)[2]
- Volkswagen Navarra (Памплона)[3]
- Renault España (Паленсия)
- Stellantis España (Мадрид)
- Stellantis España (Фигеруэлас)[4]
- Ebro-EV Motors / Chery Automobile (Барселона)

Также существуют малые производители автомобилей Hispano-Suiza и Tramontana.
Важное значение имеет производство автомобильных комплектующих. Компания Gestamp Automocion (Мадрид) производит металлические комплектующие, включая детали кузова, шасси, петли для дверей и капота, отделения для аккумулятора. Завод Horse Powertrain в Вальядолиде производит бензиновые, дизельные и гибридные двигатели, а завод в Севилье — коробки передач; заводы Michelin в Вальядолиде и Bridgestone в Басаури производят автомобильные шины; заводы Clarios в Бургосе, Иби и Гуардамаре — автомобильные аккумуляторы; завод Valeo в Мартосе — автомобильные фары, завод OPmobility в Альмусафесе — пластиковые элементы отделки.
Испания стремится стать европейским лидером в производстве аккумуляторных батарей для электромобилей. По состоянию на 2025 год свои заводы в стране строили немецкая PowerCo (дочерняя компания Volkswagen) в Сагунто; совместное предприятие группы Stellantis и китайской CATL в Сарагосе; корейская Hyundai Mobis (дочерняя компания Hyundai Motor Group) в Наварре; китайская Envision Group в Навальмораль-де-ла-Мата. Кроме того, компания GDV Mobility открыла в Аликанте фабрику по переработке и восстановлению старых аккумуляторов.

### Авиастроение

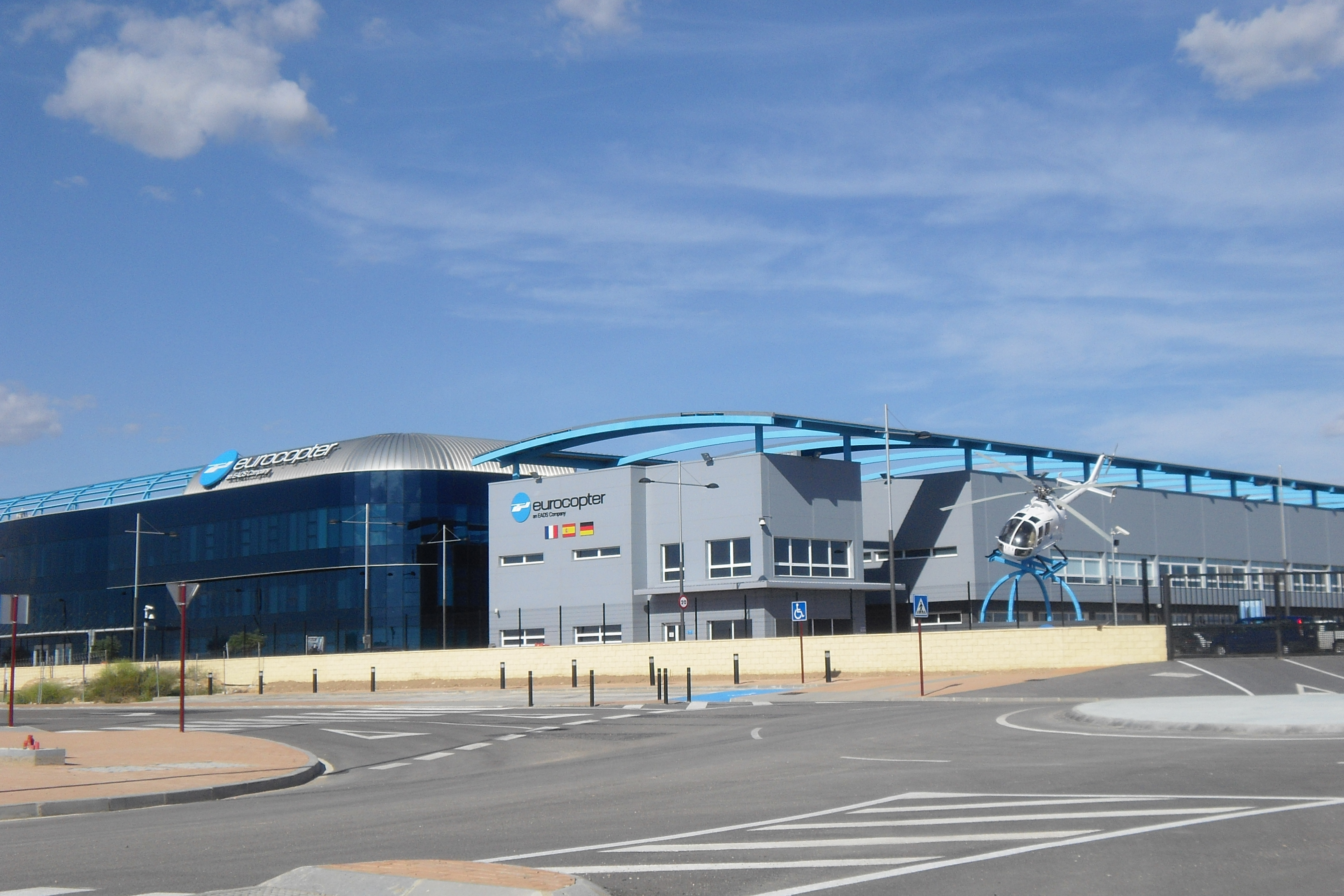
Завод Airbus Helicopters в Альбасете

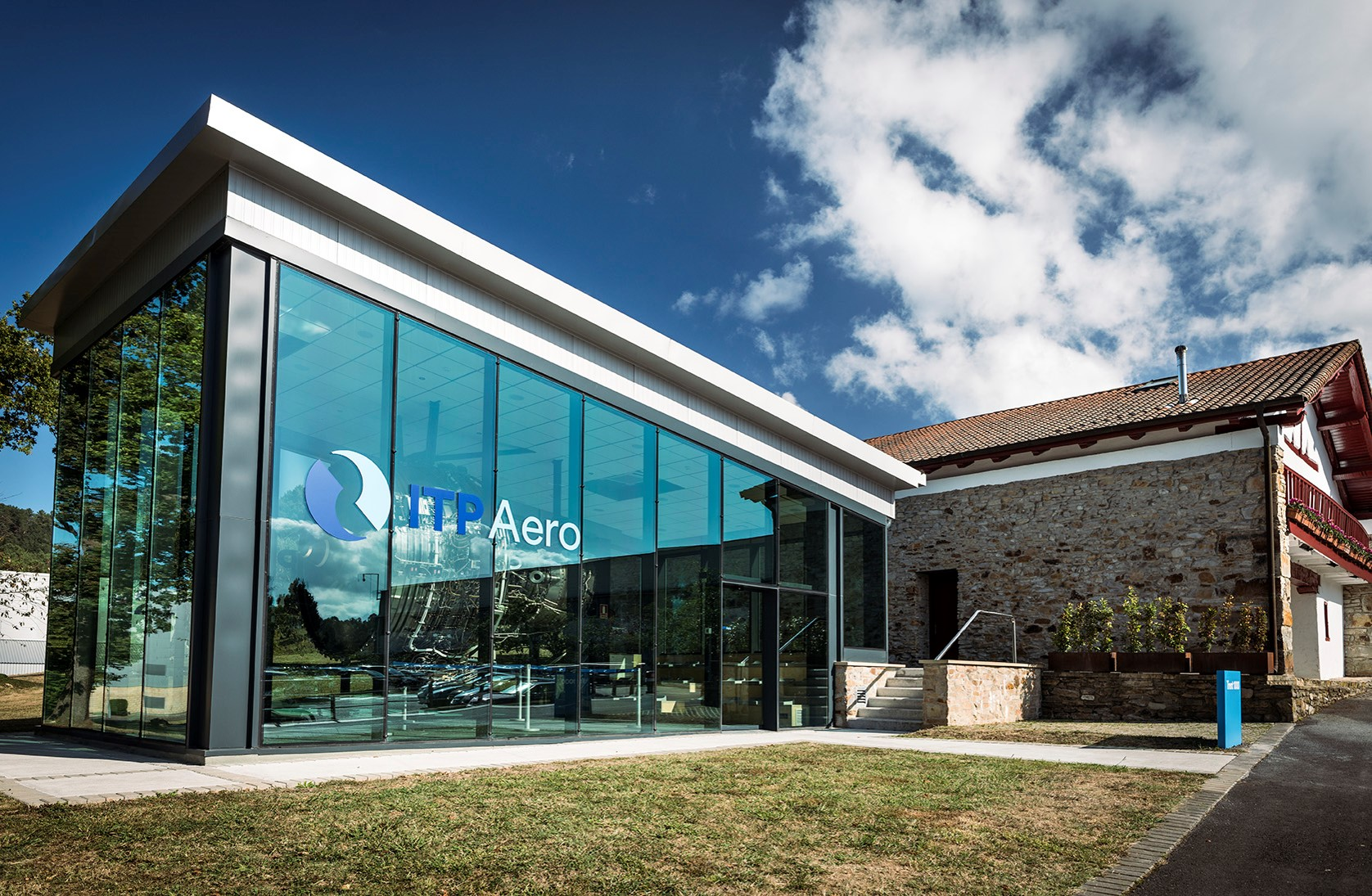
Центр ITP Aero в Самудио

Авиационная промышленность страны производит военно-транспортные самолёты Airbus A400M и C-295, самолёты-заправщики Airbus A330 MRTT, вертолёты NH-90, H-125, H-135 и AS-365 Dauphin, лёгкие реактивные самолёты и широкий спектр авиационных комплектующих.
Крупнейшей компанией сектора является Airbus Defence and Space, которая на заводах в Хетафе и Севилье производит военно-транспортные и учебные самолёты, а также детали к ним. Компания Airbus Helicopters на заводах в Альбасете и Мадриде производит вертолёты и комплектующие к ним. Компания ITP Aero (Самудио), подконтрольная Bain Capital, производит авиадвигатели и компоненты к ним.

### Железнодорожное машиностроение

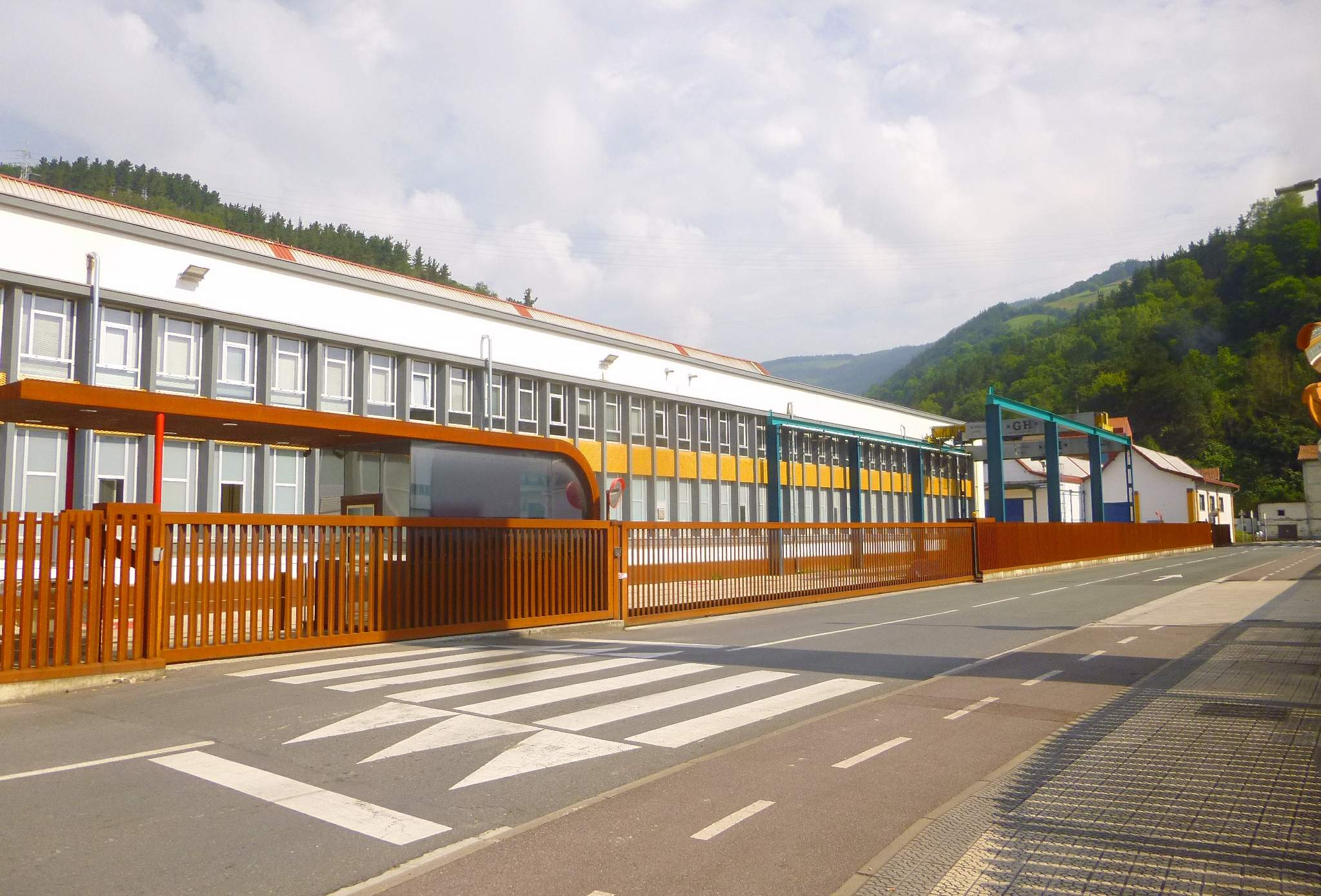
Завод CAF в Беасайне

Лидером отрасли является компания Construcciones y Auxiliar de Ferrocarriles (штаб-квартира и главный завод расположены в Беасайне, другие заводы — в Сарагосе, Ируне, Кастехоне, Линаресе и Льейде), которая производит скоростные поезда, пригородные электрички, поезда метро, трамваи, различные комплектующие (оси и колёсные пары), а также железнодорожное сигнальное и электротехническое оборудование.
Компания Stadler Rail Valencia (Альбушек) производит локомотивы, поезда метро и трамваи, а также различные комплектующие (включая тележки). Компания Patentes Talgo (заводы в Лас-Росас-де-Мадриде и Рибера-Бахе) производит скоростные поезда и пригородные электрички.

### Судостроение

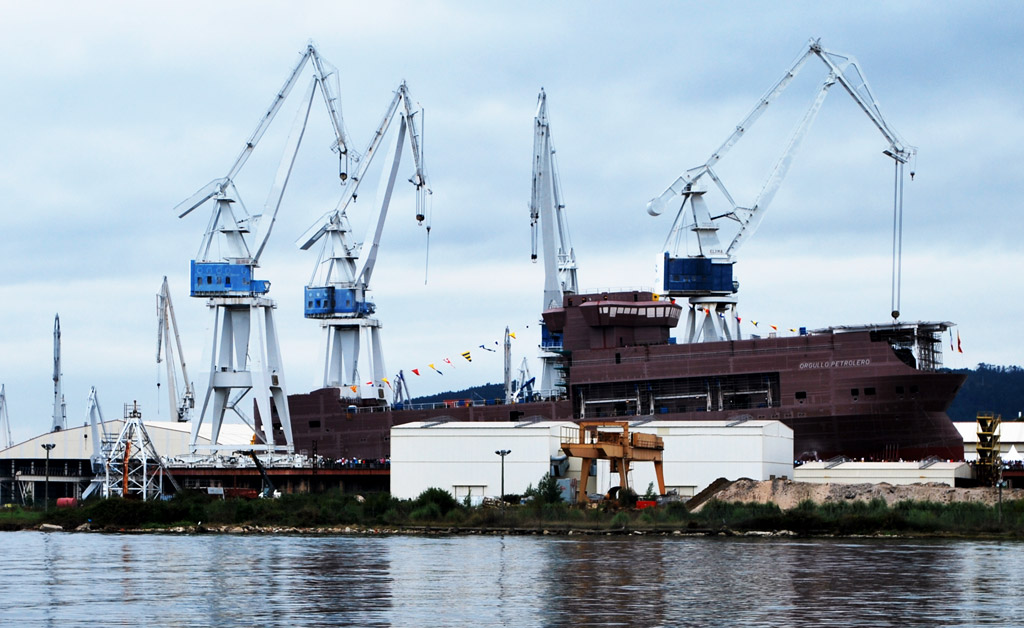
Завод Navantia в Эль-Ферроле

Крупнейшие центры судостроения расположены на севере страны (Бильбао, Хихон, Сантандер и Навия), на северо-западе (Эль-Ферроль, Фене, Ла-Корунья и Виго), на востоке (Картахена, Валенсия, Таррагона и Барселона) и на юге (Севилья, Кадис, Пуэрто-Реаль и Сан-Фернандо).
Судостроительные мощности Испании составляют около четверти от общих мощностей ЕС; они специализируются на выпуске судов для перевозки сжиженного газа, нефти, химических продуктов, руды и контейнеров, а также производят буксиры, нефтяные платформы и рыболовецкие суда.
Компания Navantia (Мадрид) является пятой по величине судостроительной группой в Европе и девятой в мире. На верфях компании в Кадисе, Пуэрто-Реале, Сан-Фернандо, Картахене, Эль-Ферроле и Фене производят военные суда (фрегаты, корветы, десантные и патрульные корабли, гидрографические суда), подводные лодки, танкеры, сухогрузы и ролкеры, а также ремонтируют круизные лайнеры и эсминцы.

### Энергетическое оборудование
Компании Siemens Gamesa (Самудио) и Nordex Energy Spain (Барасоайн), входящая в состав группы Acciona, производят ветрогенераторы.

### Подъёмно-транспортное оборудование
Компании Zardoya Otis (Мадрид) и Orona (Эрнани) производят лифты и эскалаторы.

### Сельскохозяйственная техника
Компания John Deere Iberica (Хетафе) производит тракторы, комбайны, самоходные газонокосилки, посевную и сеноуборочную технику, мини-погрузчики и мини-пикапы.

## Химическая промышленность

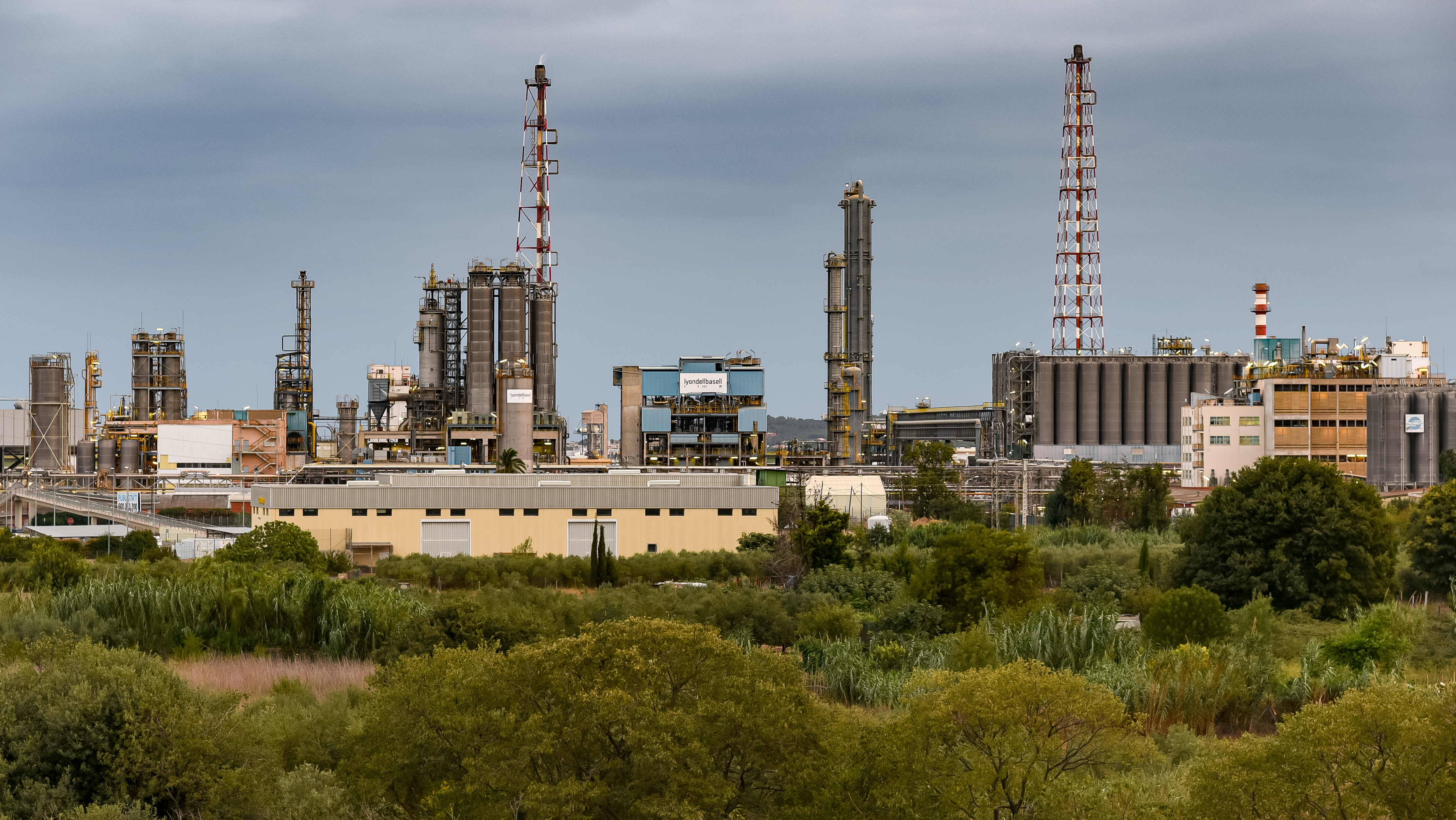
Нефтехимический завод LyondellBasell в Таррагоне

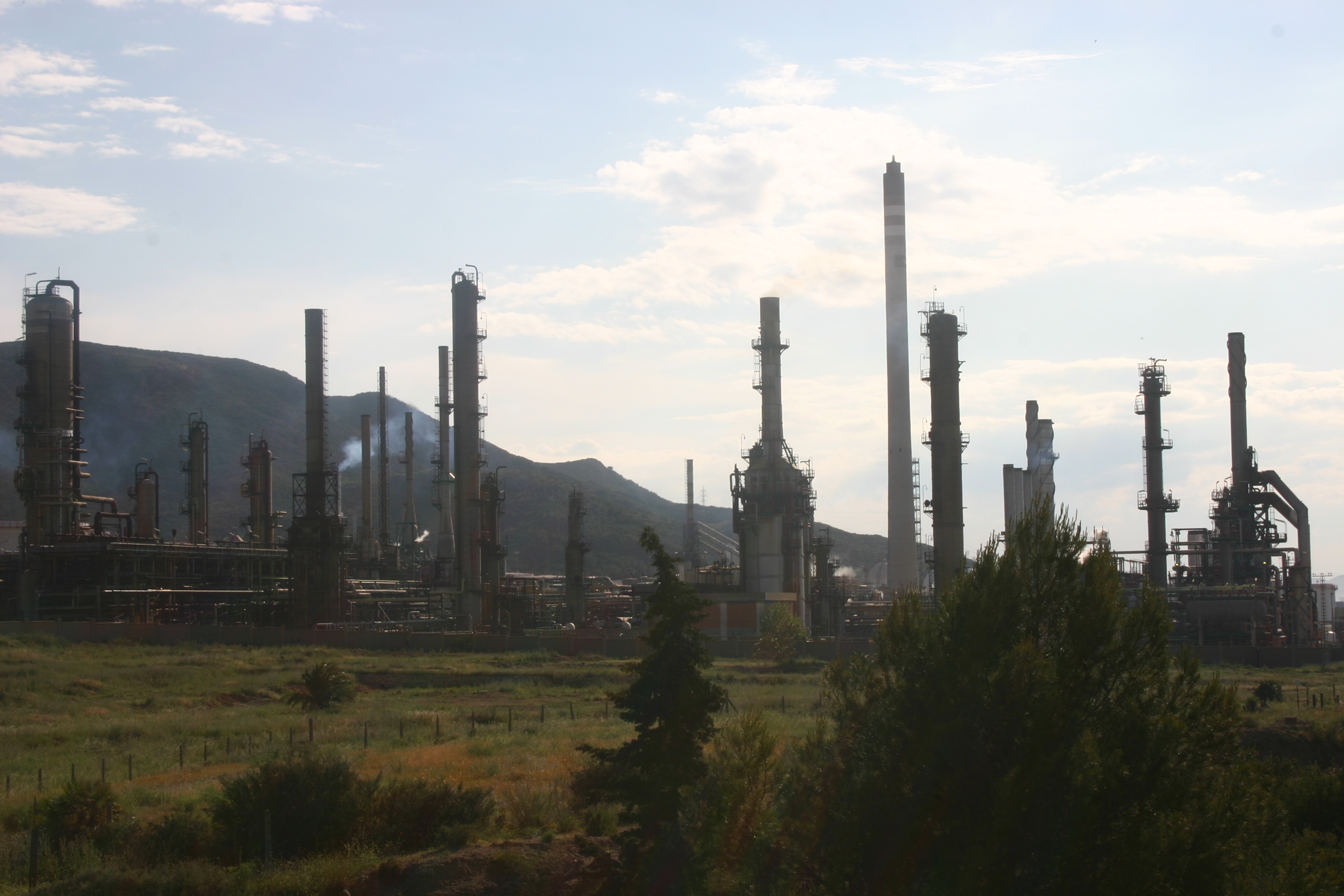
НПЗ Repsol в Картахене

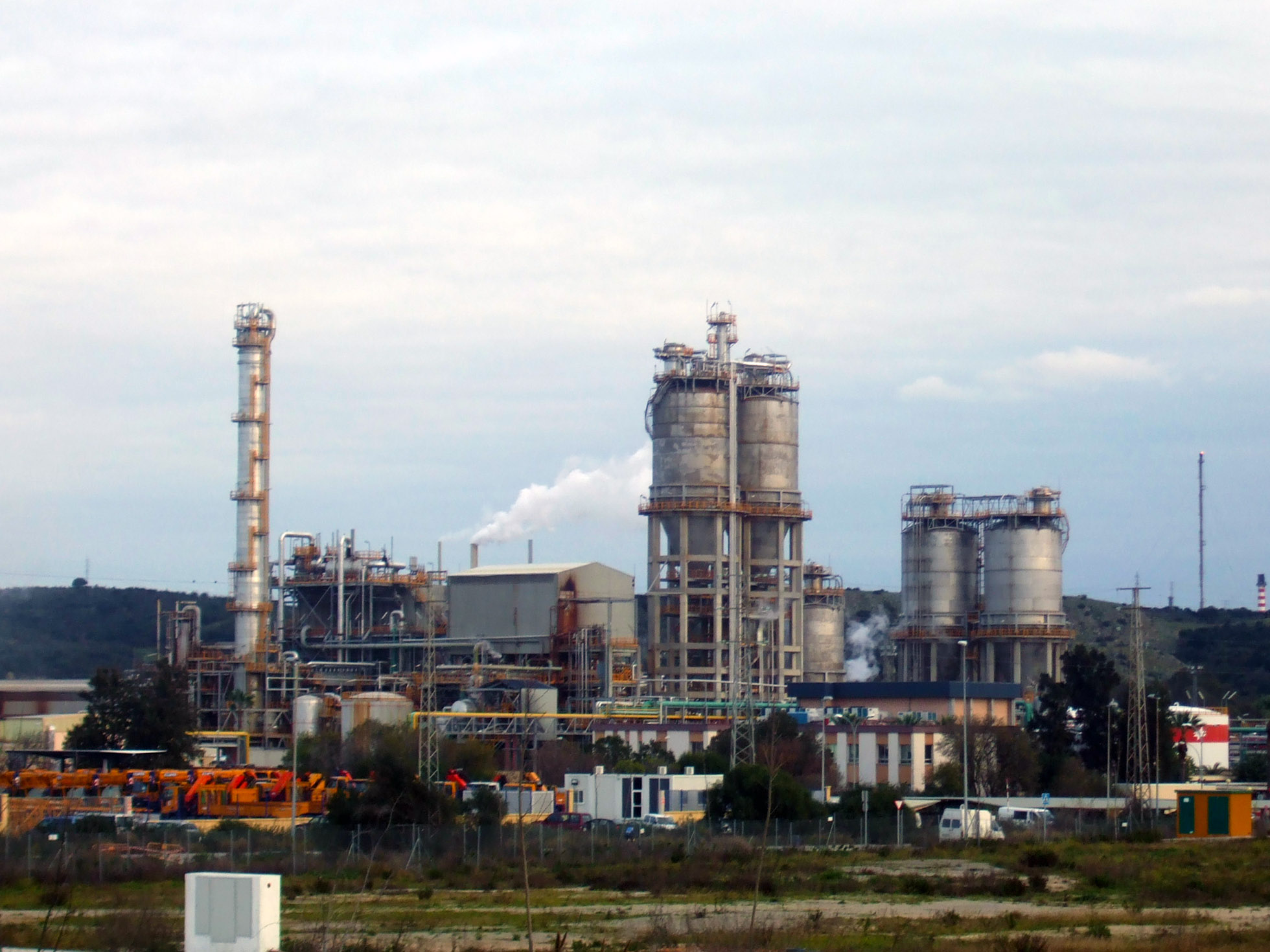
НПЗ Moeve в Сан-Роке

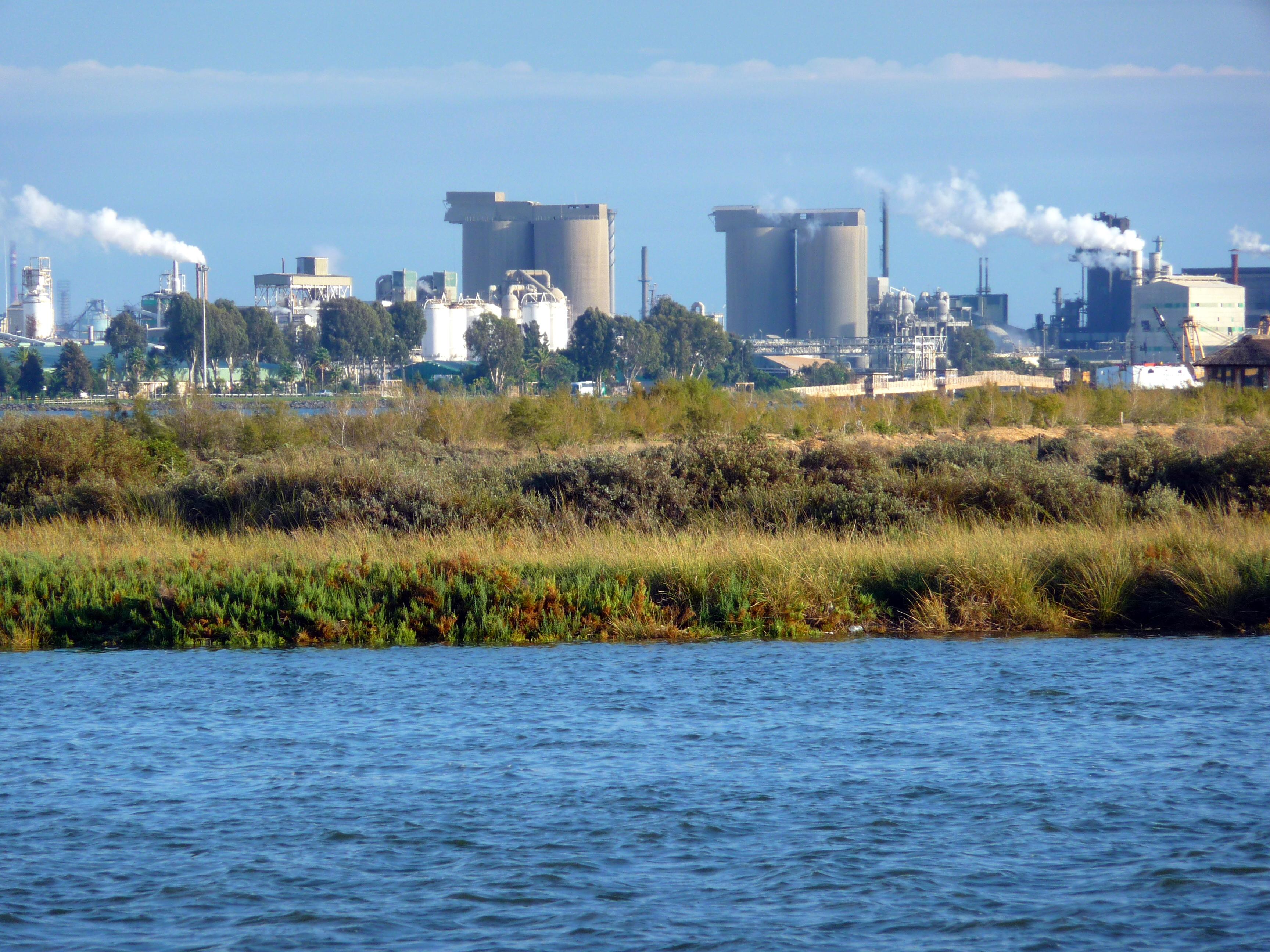
Химический кластер в Уэльве

Химическая промышленность Испании входит в пятёрку европейских лидеров по объёму выпускаемой продукции; доля отрасли в ВВП страны составляет 10 %, в ней занято 2 % от всех работающих (около 110 тыс. человек в 2018 году). Наибольшее число химических заводов находится в Каталонии, особенно вокруг Таррагоны; к крупным химическим центрам также относятся Уэльва, Бильбао, Картахена, Авилес и Пуэртольяно.
Сырьевую основу нефтехимии Испании составляет импортная нефть (главным образом из стран Персидского залива и Магриба). Нефтепереработка, как правило, осуществляется в портовых городах. Пропускная способность НПЗ составляет более 60 млн тонн сырой нефти.
Химическая промышленность Испании производит удобрения, средства защиты растений, пластмассы, лаки и краски, клеи и герметики, химические волокна, плёнки, нетканые и композитные материалы, упаковку и теплоизоляцию, моющие и чистящие средства, антисептики. Крупнейшими химическими компаниями страны являются Moeve Química (Мадрид), BASF Espanola (Барселона), Dow Chemical Iberica (Мадрид), Ercros (Барселона), Fertiberia (Мадрид), Persan (Севилья), Covestro (Барселона) и Indorama Ventures (Сан-Роке).

### Нефтепереработка и нефтехимия
В нефтегазовой и нефтехимической отрасли Испании доминирующее положение занимают две компании — Repsol и Moeve (штаб-квартиры обеих компаний расположены в Мадриде). Кроме того, под контролем Repsol находится компания Petronor, базирующаяся в Мускесе.
Компания Iberian Lube Base Oils (Мадрид), которая является совместным предприятием SK Enmove и Repsol Petróleo, производит смазочные материалы для автомобилей.
Крупнейшими нефтеперерабатывающими заводами Испании являются:
- НПЗ Moeve в Сан-Роке
- НПЗ Petronor в Бильбао
- НПЗ Repsol в Картахене
- НПЗ Moeve в Палос-де-ла-Фронтера
- НПЗ Repsol в Таррагоне
- НПЗ Repsol в Пуэртольяно
- НПЗ Repsol в Ла-Корунья
- НПЗ BP в Кастельоне
- НПЗ Moeve в Санта-Крус-де-Тенерифе

### Фармацевтика и биотехнологии
В фармацевтическом и биотехнологическом секторе Испании ключевые позиции занимают международные компании Novartis Farmaceutica (Барселона), Bayer Hispania (Сан-Жоан-Деспи), Boehringer Ingelheim Espana (Сан-Кугат-дель-Вальес) и Lilly SA (Алькобендас). Среди испанских компаний выделяются Laboratorios Farmaceuticos Rovi (Посуэло-де-Аларкон) и Grifols (Паретс-дель-Вальес).

## Металлургия и металлообработка

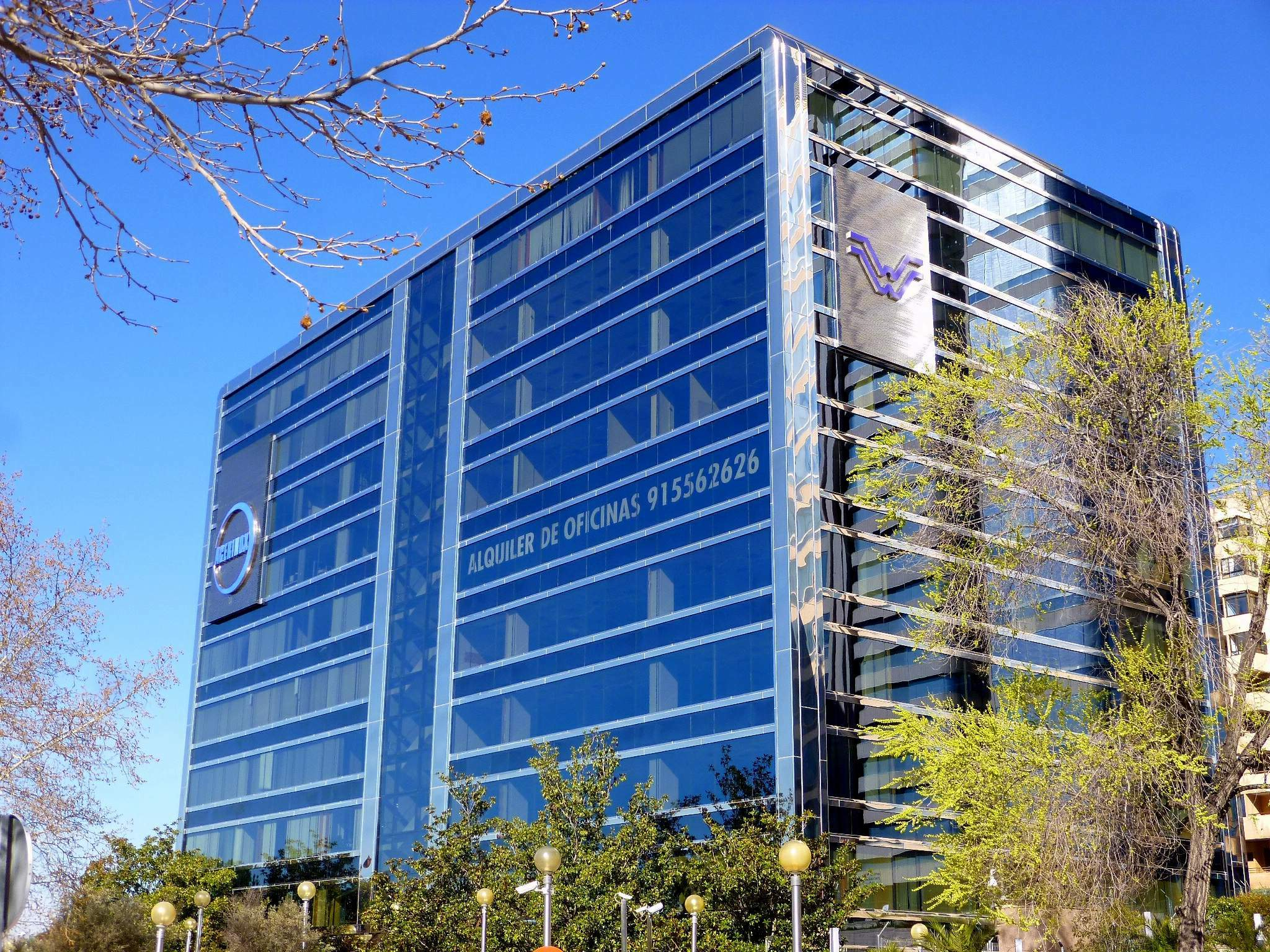
Мадридская штаб-квартира Acerinox

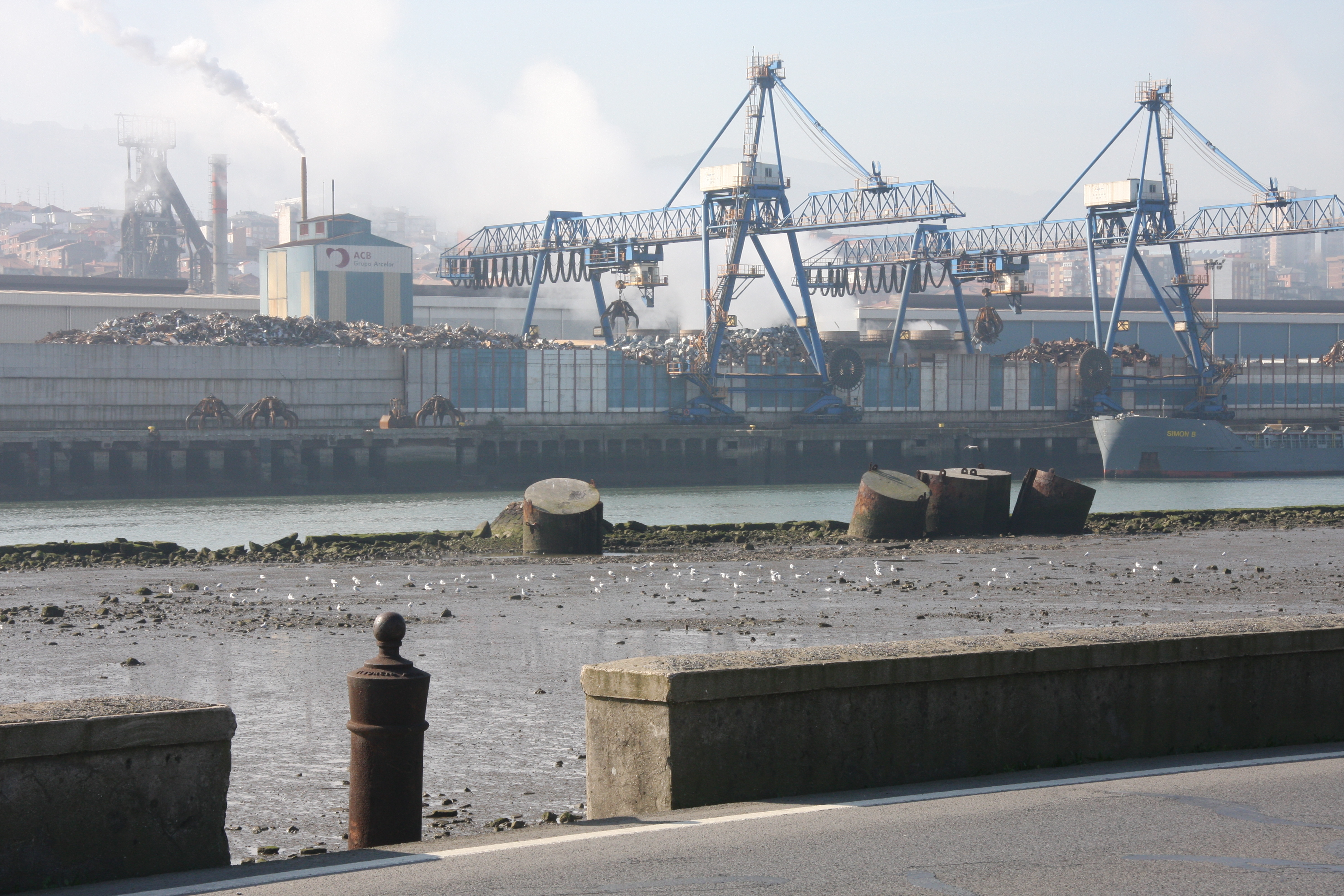
Металлургический завод ArcelorMittal в Сестао

Предприятия чёрной металлургии сконцентрированы на севере Испании (Страна Басков и Астурия), а заводы цветной металлургии — на юге (Андалусия). Крупнейшей металлургической компанией страны является ArcelorMittal España, базирующаяся в Мадриде и владеющая сталелитейными заводами в Авилесе, Хихоне, Сестао, Эчеварри, Вергаре, Сумарраге, Олаберрии, Лесаке, Педроле и Сагунто.
В секторе цветной металлургии лидируют три производителя медной продукции — Atlantic Copper (Уэльва), входящая в состав американской группы Freeport-McMoRan, Cunext Copper Industries (Кордова) и La Farga Yourcoppersolutions (Лес-Масьес-де-Вольтрега).
Компания Acerinox (штаб-квартира в Мадриде, заводы в Лос-Барриосе, Игуаладе и Понферраде) специализируется на производстве нержавеющей стали. Компания CELSA (Кастельбисбаль) производит круглую сталь и профили, включая арматуру, прутки и катанку.
Компания Gonvarri Industries (Мадрид) производит листовую и рулонную сталь, штампованные металлические изделия, профили и трубы для автомобильной и строительной промышленности, солнечной энергетики, дорожной инфраструктуры и производителей бытовой техники.
Компания Sidenor (штаб-квартира в Басаури, заводы в Басаури, Витории, Аскойтии, Рейносе и Полинье) выпускает специальные стали, а также кованные и литые изделия военного назначения. Компания Sonoco Products (Лас-Торрес-де-Котильяс) производит металлическую тару для консервной промышленности. Компания Global Steel Wire (Сантандер) производит катанку, проволоку, кабели и тросы.

## Электронная и электротехническая промышленность

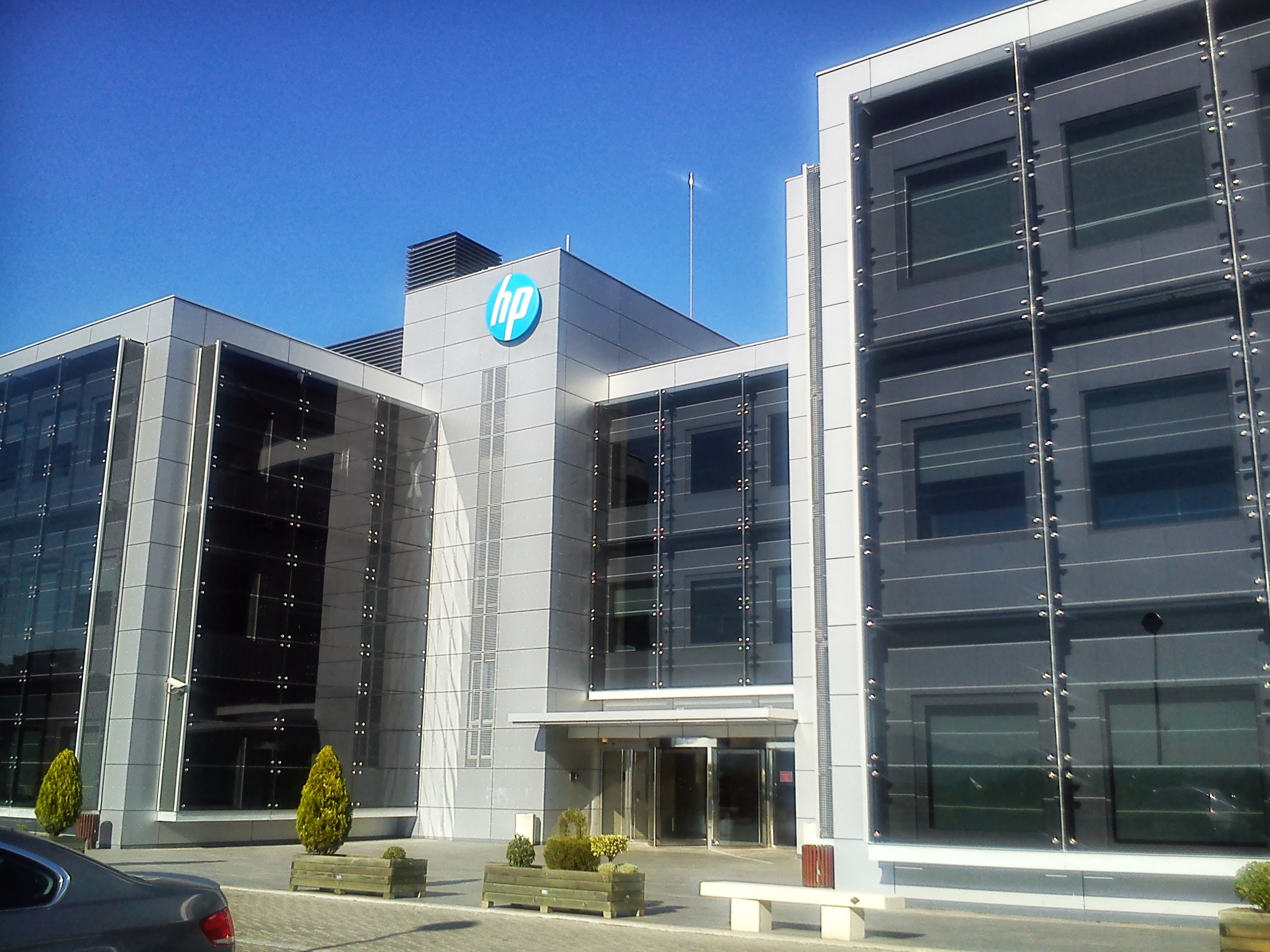
Офис HP Printing & Computing в Лас-Росас-де-Мадриде

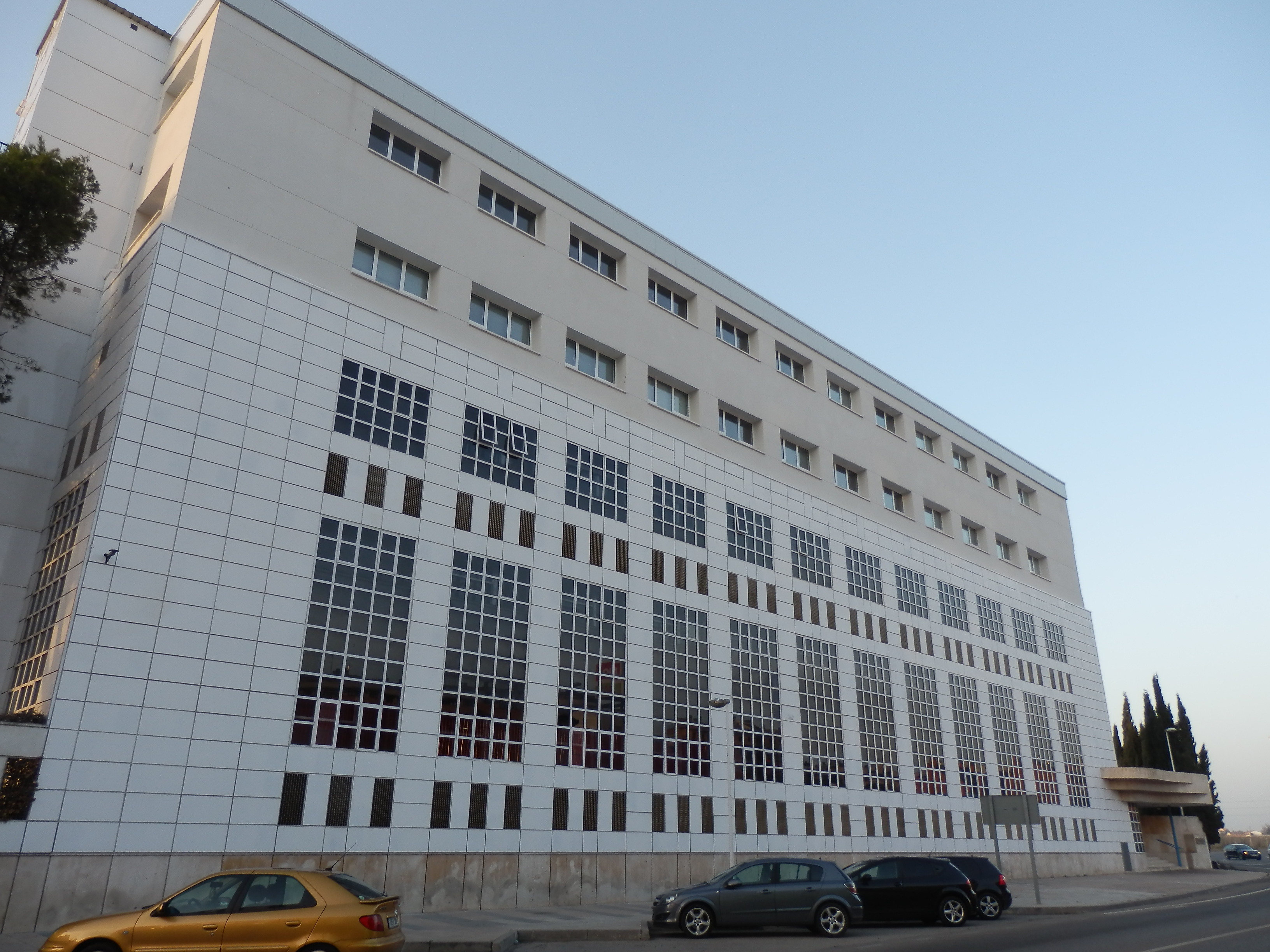
Фабрика Balay (BSH Electrodomesticos) в Сарагосе

В Испании развиты электротехническая и электронная промышленность, включая производство бытовой и компьютерной техники, электронных и телекоммуникационных компонентов, электропроводки и другого электрооборудования. Крупнейшими компаниями сектора являются:
- BSH Electrodomesticos Espana (Сарагоса) — бытовая техника, включая холодильники, стиральные и посудомоечные машины, духовки и кофеварки[44].
- Schneider Electric Espana (Барселона) — электротехнические приборы и оборудование, в том числе автоматические выключатели, розетки, распределительные устройства[45].
- Power Electronics Espana (Лирия) — электротехнические приборы и оборудование, в том числе солнечные инверторы, накопители энергии и зарядные станции[46].
- HP Printing & Computing Solutions (Лас-Росас-де-Мадрид) — принтеры, сканеры и компьютерная техника (включая ноутбуки и рабочие станции).
- ABB Spain (Мадрид) — электросиловое оборудование, включая трансформаторы[47].
- Prysmian Cables Spain (Виланова-и-ла-Желтру) — электрические и телекоммуникационные кабели[48].
- Top Cable (Руби) — электрические кабели[49].
- PV Hardware (Алькобендас) — оборудование для солнечной энергетики, в том числе трекеры и контроллеры.
- Ormazabal Electric (Самудио) — электротехнические приборы и оборудование, в том числе распределительные устройства[50].
- Denso Ten España (Малага) — автомобильная электроника[51].
- Schreder Socelec (Марчамало) — наружные осветительные приборы[52].

## Пищевая промышленность

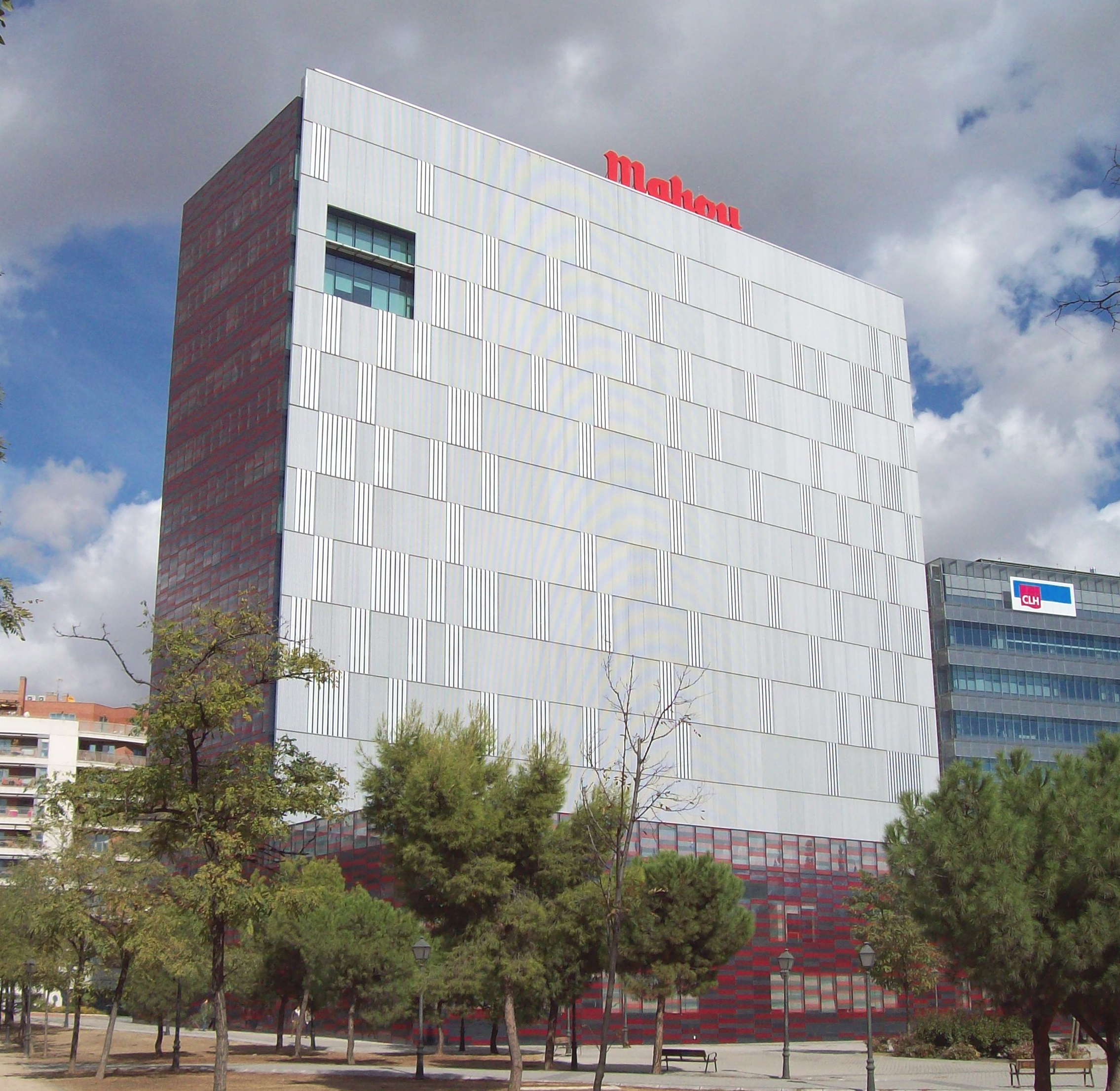
Штаб-квартира Mahou San Miguel в Мадриде

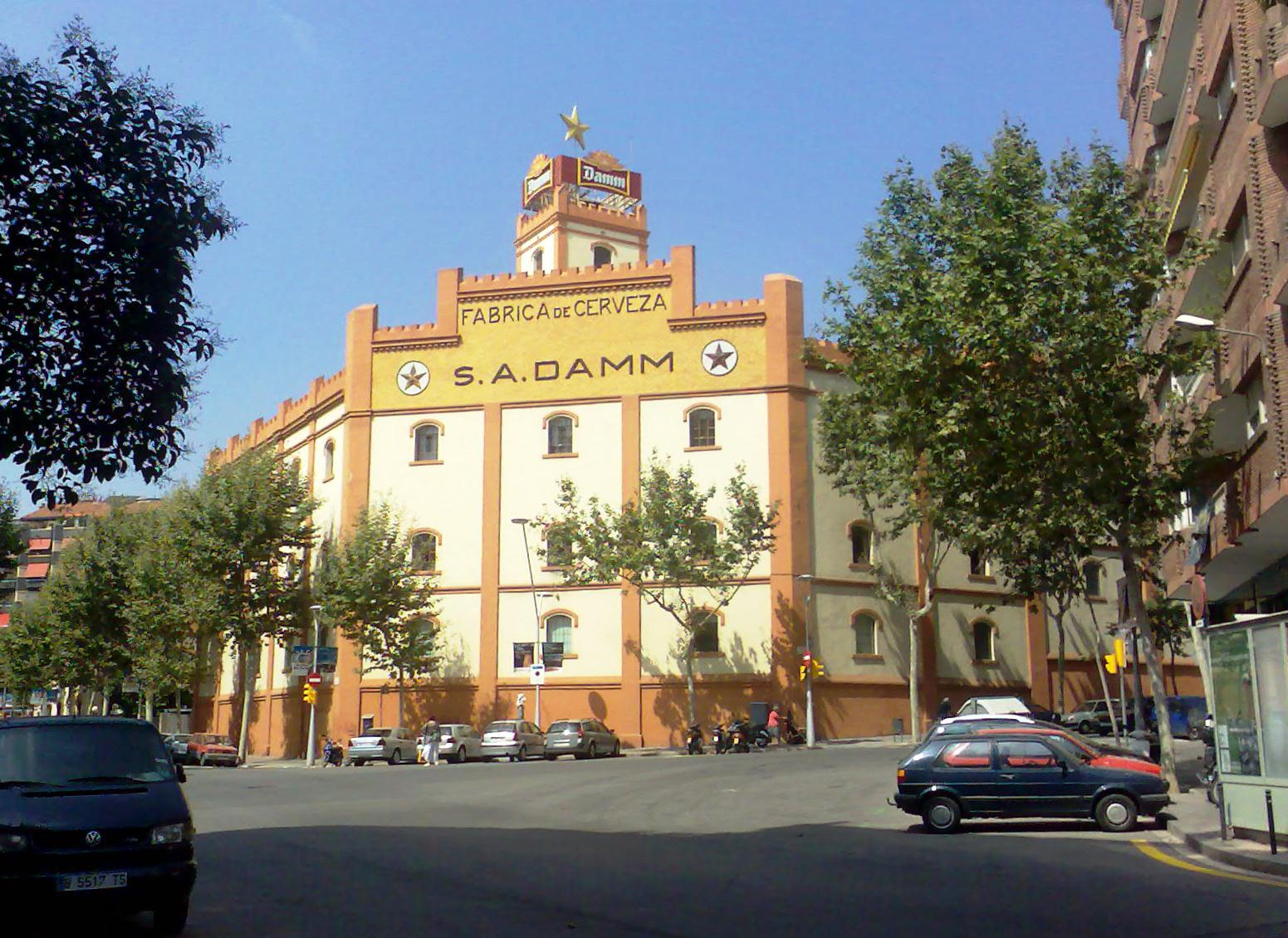
Пивоваренный завод Damm в Барселоне

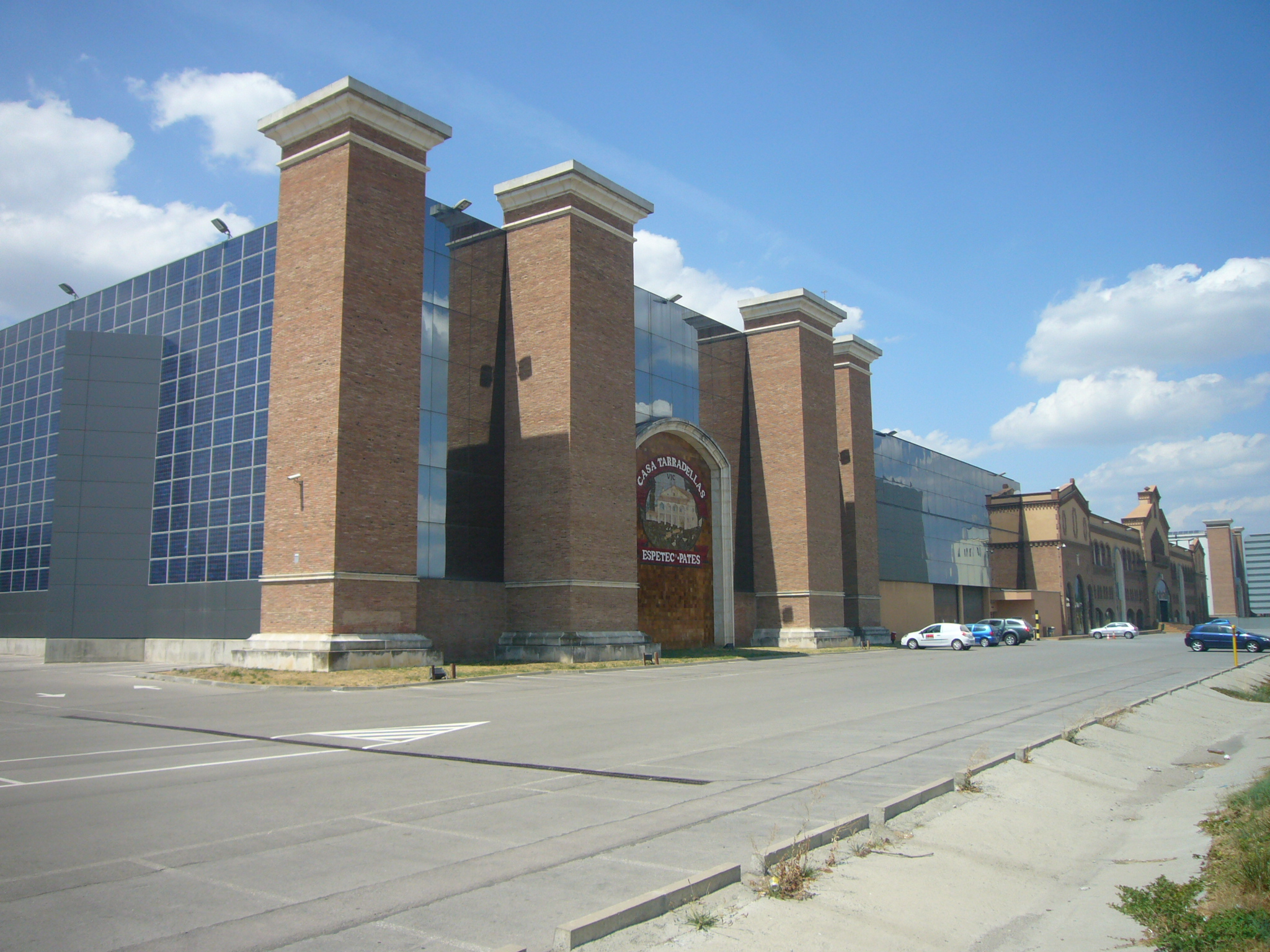
Штаб-квартира компании Casa Tarradellas в Гурбе

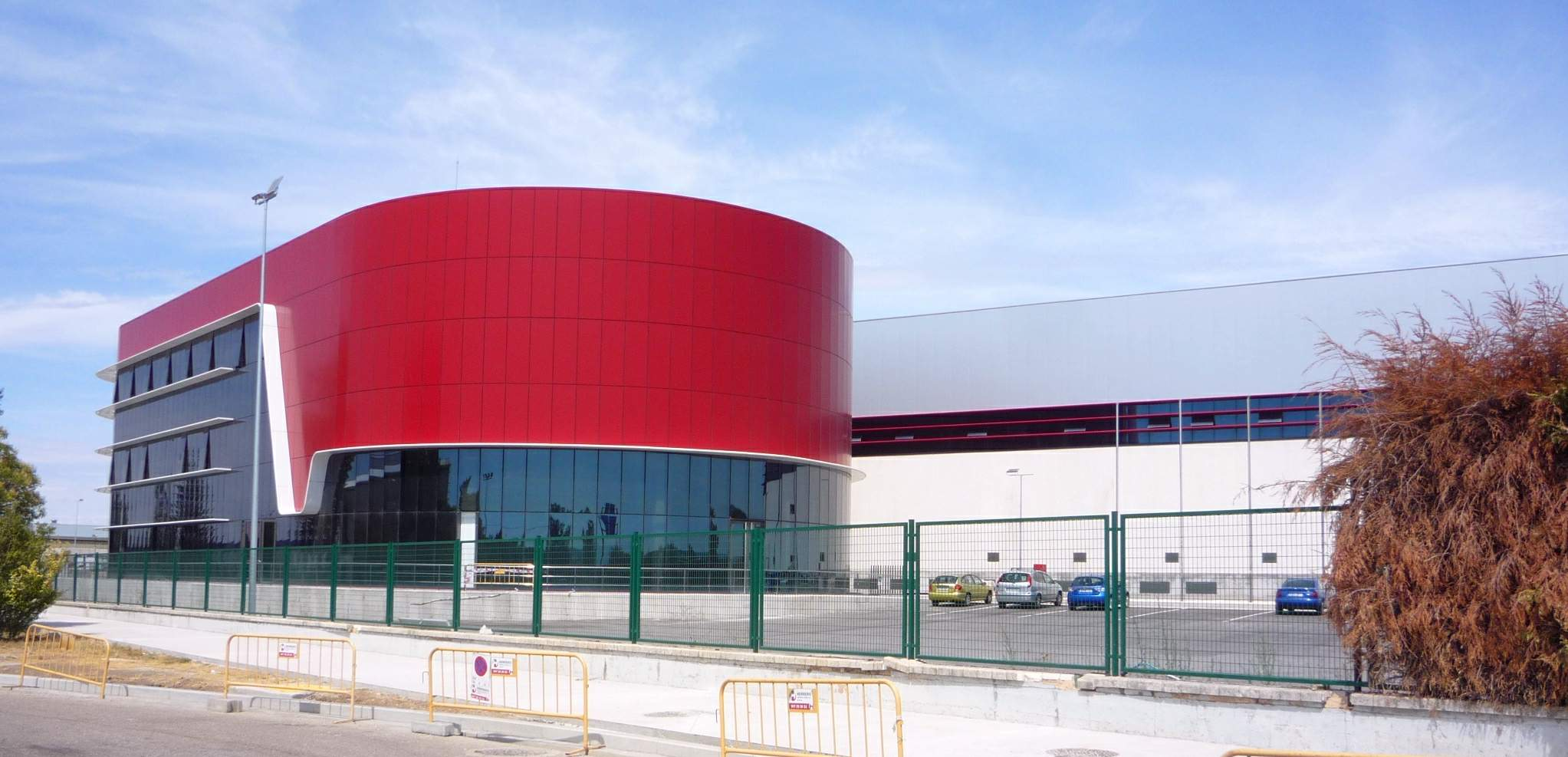
Фабрика Campofrío в Бургосе

Высокопродуктивное сельское хозяйство позволяет Испании занимать одну из лидирующих позиций в Европе в сфере производства продуктов питания и напитков. В пищевой промышленности выделяются виноделие (по производству виноградных вин Испания в Европе уступает лишь Франции и Италии); производство растительного масла (1,7 млн тонн в 1996 году), плодовоовощных и рыбных консервов, мясных и молочных продуктов.
Испания — мировой лидер по производству оливкового масла (665,7 тыс. тонн в 2022 году), также она является одним из мировых лидеров по экспорту рыбной продукции (ежегодные поставки превышают 1 млн тонн); значительные масштабы имеет переработка зерновых, бобовых, овощей и фруктов.
Швейцарская Alvean Sugar (Бильбао) является крупнейшей сахарной компанией Испании. В сфере мясопереработки и производства мясных изделий лидируют компании Corporacion Alimentaria Guissona (Гисона), El Pozo Alimentacion (Алама-де-Мурсия), Incarlopsa (Таранкон), Campofrío Food Group (Алькобендас), Litera Meat (Бинефар), Frigorificos Costa Brava (Риудельотс-де-ла-Сельва), Vall Companys (Льейда), Coren (Оренсе), Carnicas Cinco Villas (Эхеа-де-лос-Кабальерос) и Noel Alimentaria (Сан-Жоан-лес-Фонс).
Компания Nestle Espana (Эсплугес-де-Льобрегат) производит кондитерские изделия, хлопья, прохладительные и спортивные напитки, кофе и какао. Группа Dcoop (Антекера) является крупнейшим в мире производителем оливкового масла и консервированных оливок. Компания Casa Tarradellas (Гурб) производит готовые продукты, в том числе пиццу, сэндвичи, колбасу, ветчину, бекон и паштеты.
Компания Lipidos Santiga (Санта-Перпетуа-де-Могода) является крупнейшим в стране производителем пальмового, подсолнечного, рапсового, соевого и эфирного масел. Компания J. García Carrión (Хумилья) является крупнейшим в Испании производителем фруктовых соков и вина.
Группа Acesur (Дос-Эрманас) и её дочерняя компания Coosur (Вильчес) являются вторым по величине испанским производителем оливкового масла и консервированных оливок, а также изготавливают подсолнечное масло, уксус, соусы, приправы и биотопливо.
Компании Nortena de Bebidas Gaseosas (Гальдакано), Cobega Embotellador (Эсплугес-де-Льобрегат) и Refrescos Envasados del Sur (Ла-Ринконада) производят безалкогольные газированные напитки, в том числе под маркой Coca-Cola. Компания Nutreco Animal Nutrition Iberia (Трес-Кантос) лидирует на рынке кормов для животных. Компания Migasa Aceites (Дос-Эрманас) производит оливковое и подсолнечное масло.
Компания Sovena Espana (Бренес) производит растительные масла, консервированные оливки, уксус и мыло. Компания Europastry (Сан-Кугат-дель-Вальес) занимает первое место на рынке замороженного теста, хлебобулочных полуфабрикатов и пиццы.

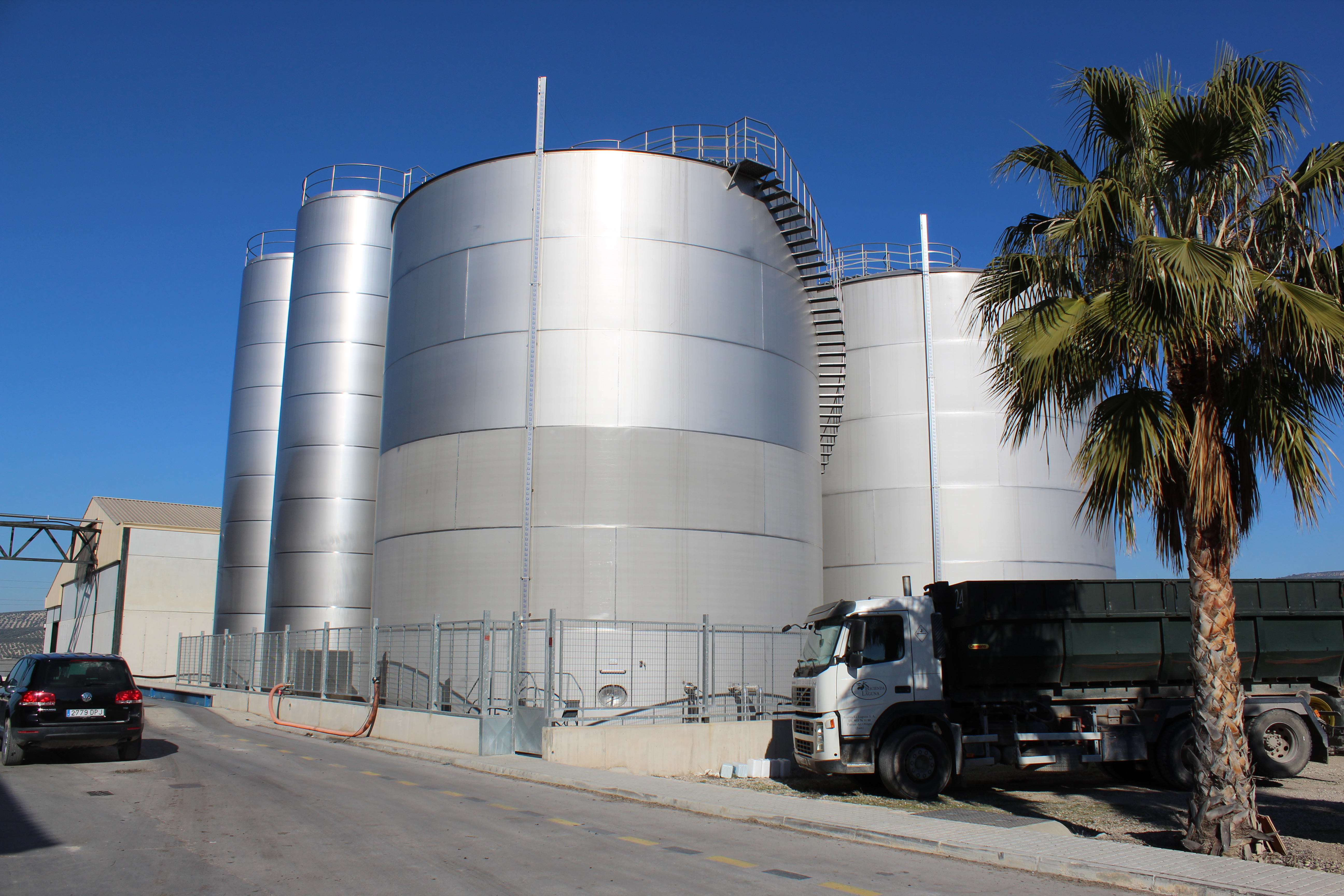
Маслозавод Acesur в Андалусии

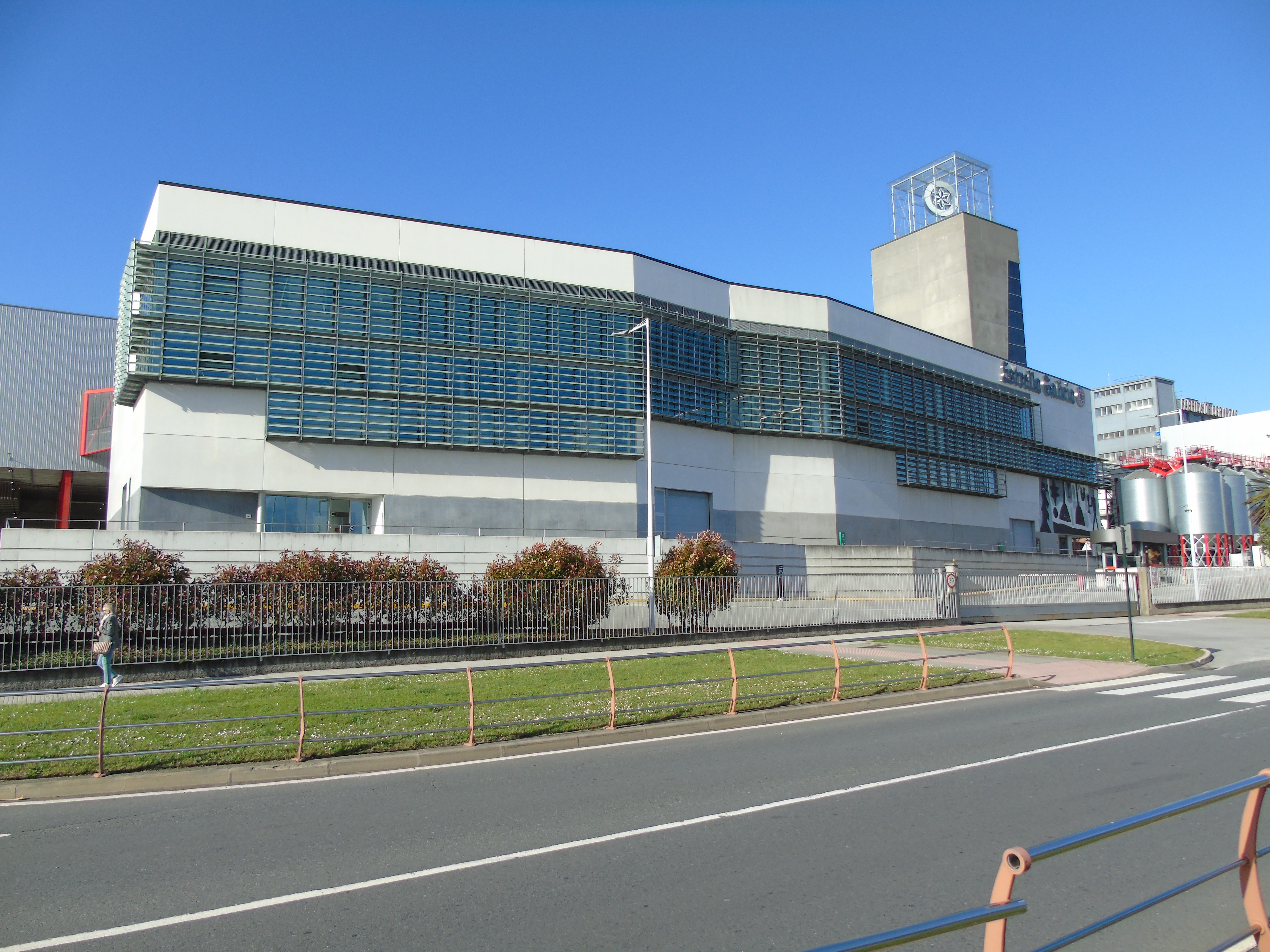
Пивзавод Estrella Galicia (Ла-Корунья), входящий в группу Hijos de Rivera

Группа Ebro Foods (Мадрид) и её дочерняя компания Arrocerías Herba (Сан-Хуан-де-Аснальфараче) являются лидерами на испанском рынке риса, макаронных изделий и соусов. Компания Hijos de Rivera (Ла-Корунья) производит алкогольные и безалкогольные напитки, в том числе пиво, сидр, ликёры, вермуты, комбучу и минеральную воду. Группа Deoleo (Кордова) и её дочерняя компания Carbonell производят оливковое и подсолнечное масло, а также консервированные оливки, уксус, приправы и соусы (включая горчицу).
Группа COVAP (Пособланко) производит молочные и мясные продукты, а также корма для животных. Компания Agotzaina (Арбису) специализируется на мясе птицы, а также производит яичные продукты, говядину и фрукты. Grupo Frinsa (Рибейра) и её дочерняя компания Frinsa del Noroeste являются крупнейшим в стране производителем консервированной рыбы и моллюсков. Компания Bimbo Donuts Iberia (Мадрид) производит хлебобулочные и кондитерские изделия, в том числе нарезной хлеб, пончики, кексы, круассаны и блины.

### Пивоваренная промышленность
На пивном рынке Испании доминирует группа Mahou San Miguel (штаб-квартира в Мадриде, заводы в Аловере, Бургосе, Кордове, Гранаде, Малаге, Льейде, Бетете и Канделарии). На втором месте расположена группа Heineken España (штаб-квартира в Севилье, заводы в Севилье, Мадриде, Валенсии и Хаэне), на третьем месте — компания Damm (штаб-квартира и завод в Барселоне).

### Молочная промышленность
Основной сырьевой базой молочной промышленности Испании являются Галисия, Астурия и Кантабрия, дающие большую часть коровьего молока; Арагон, Риоха и Кастилия-Леон поставляют основную часть молока овец и коз. Крупнейшей компаний молочной отрасли Испании является Corporación Alimentaria Peñasanta (Сьеро), входящая в состав группы Central Lechera Asturiana; она производит питьевое молоко, йогурты, сливки, молочные десерты и коктейли, твёрдый сыр. Другими крупными игроками молочного рынка страны являются Danone (Барселона), Lactalis (Вильяльба), Queserías Entrepinares (Вальядолид) и Schreiber Foods (Ноблехас).

## Лёгкая промышленность

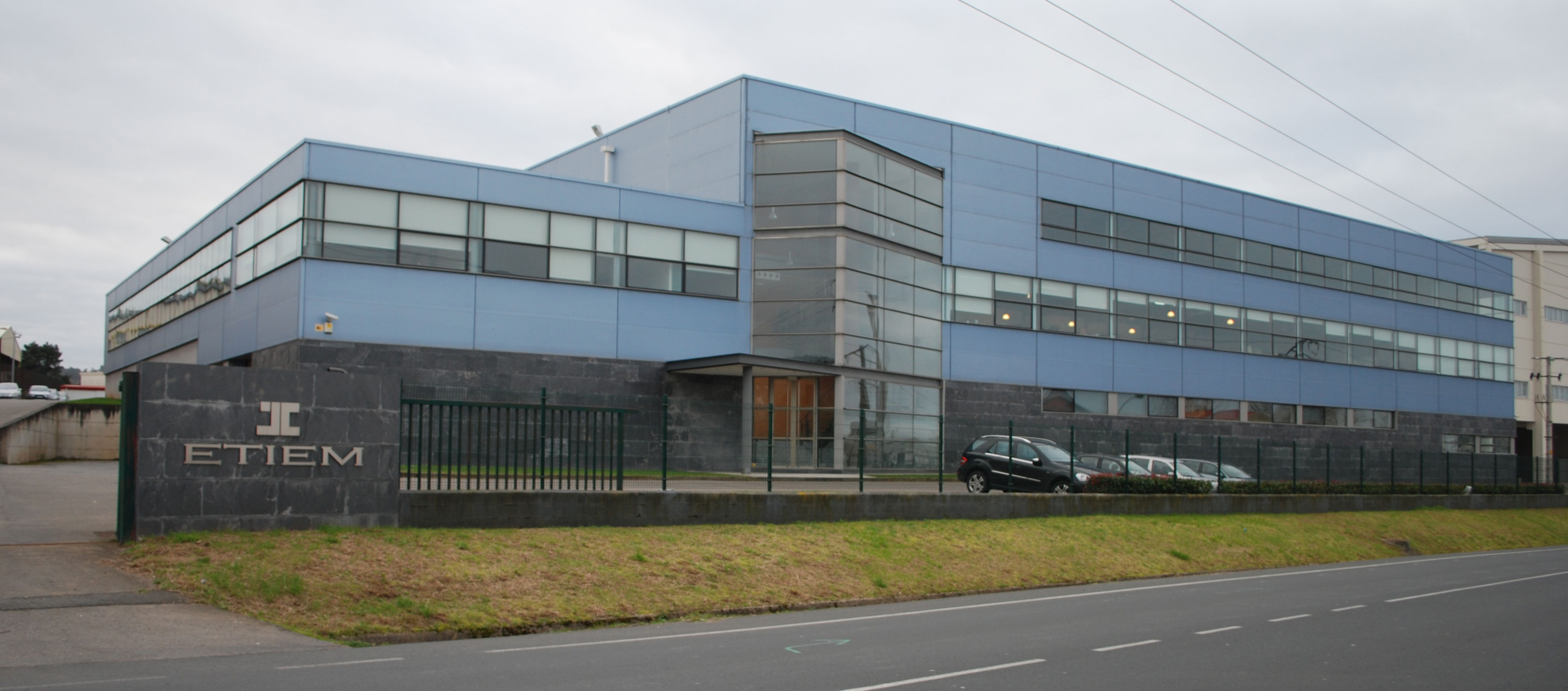
Штаб-квартира текстильной компании Etiem в Артейхо

Из отраслей лёгкой промышленности наибольшее значение имеют текстильная, швейная и кожевенно-обувная промышленность (на долю Испании приходится 4 % мирового экспорта обуви). На рынке готовой одежды, обуви, головных уборов и модных аксессуаров (сумки, ремни, перчатки, галстуки, платки, шарфы) лидируют компании Inditex (Артейхо), Etiem Textil (Артейхо) и Puig (Оспиталет-де-Льобрегат).

## Деревообрабатывающая и бумажная промышленность

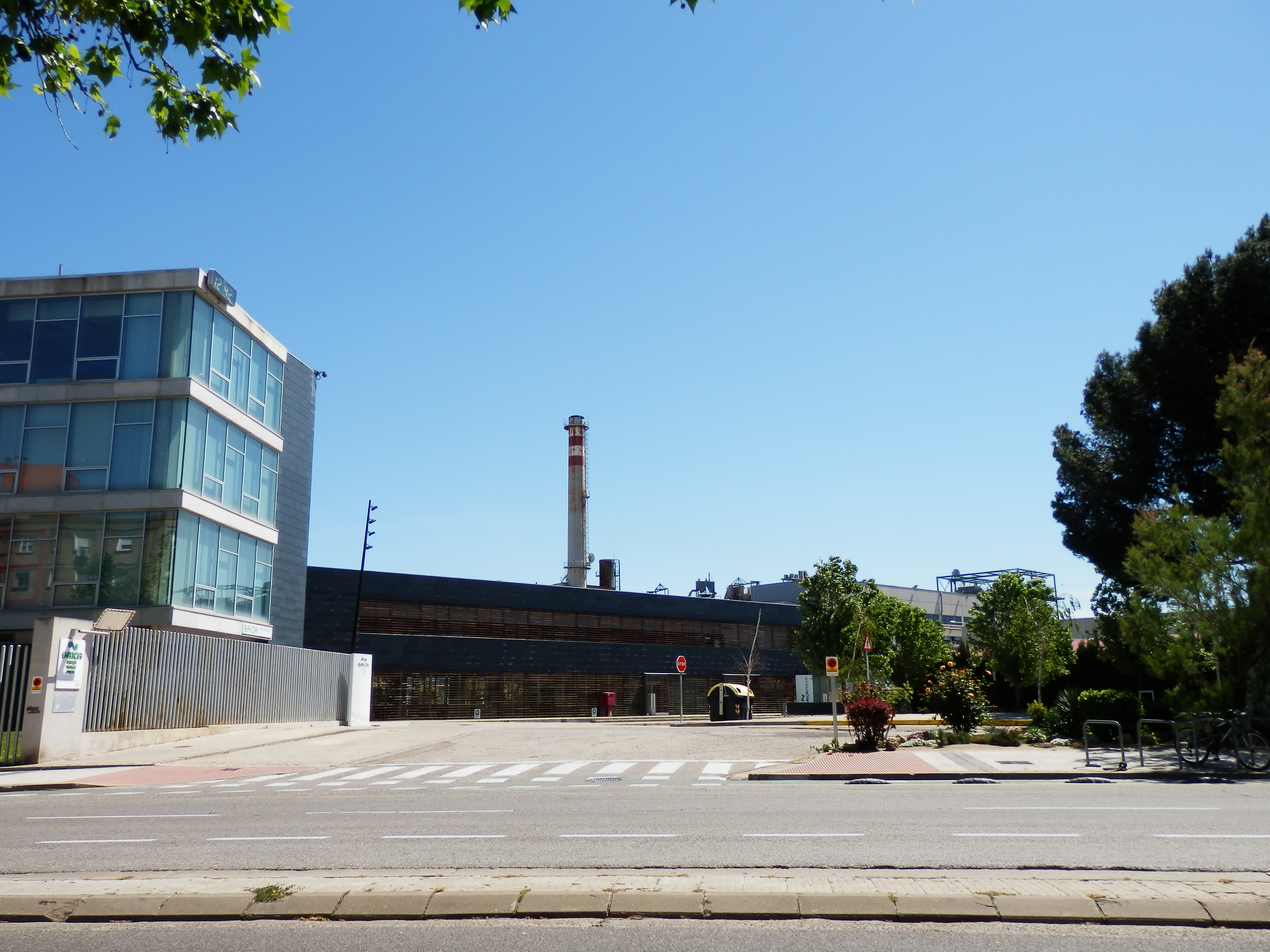
Бумажная фабрика SAICA в Сарагосе

Компания SAICA (Sociedad Anonima Industrias Celulosa Aragonesa), базирующаяся в Сарагосе, является лидером на испанском рынке переработки макулатуры и производства картонной упаковки. Компания Finsa (Сантьяго-де-Компостела) — крупнейший в стране производитель древесных плит, ламината и мебельных деталей. Компания Essity Spain (Пучпелат) лидирует на рынке подгузников, прокладок, салфеток и туалетной бумаги. Группа Lecta и её дочерняя компания Torraspapel (Мадрид) производят упаковочную и полиграфическую бумагу.

## Производство стройматериалов

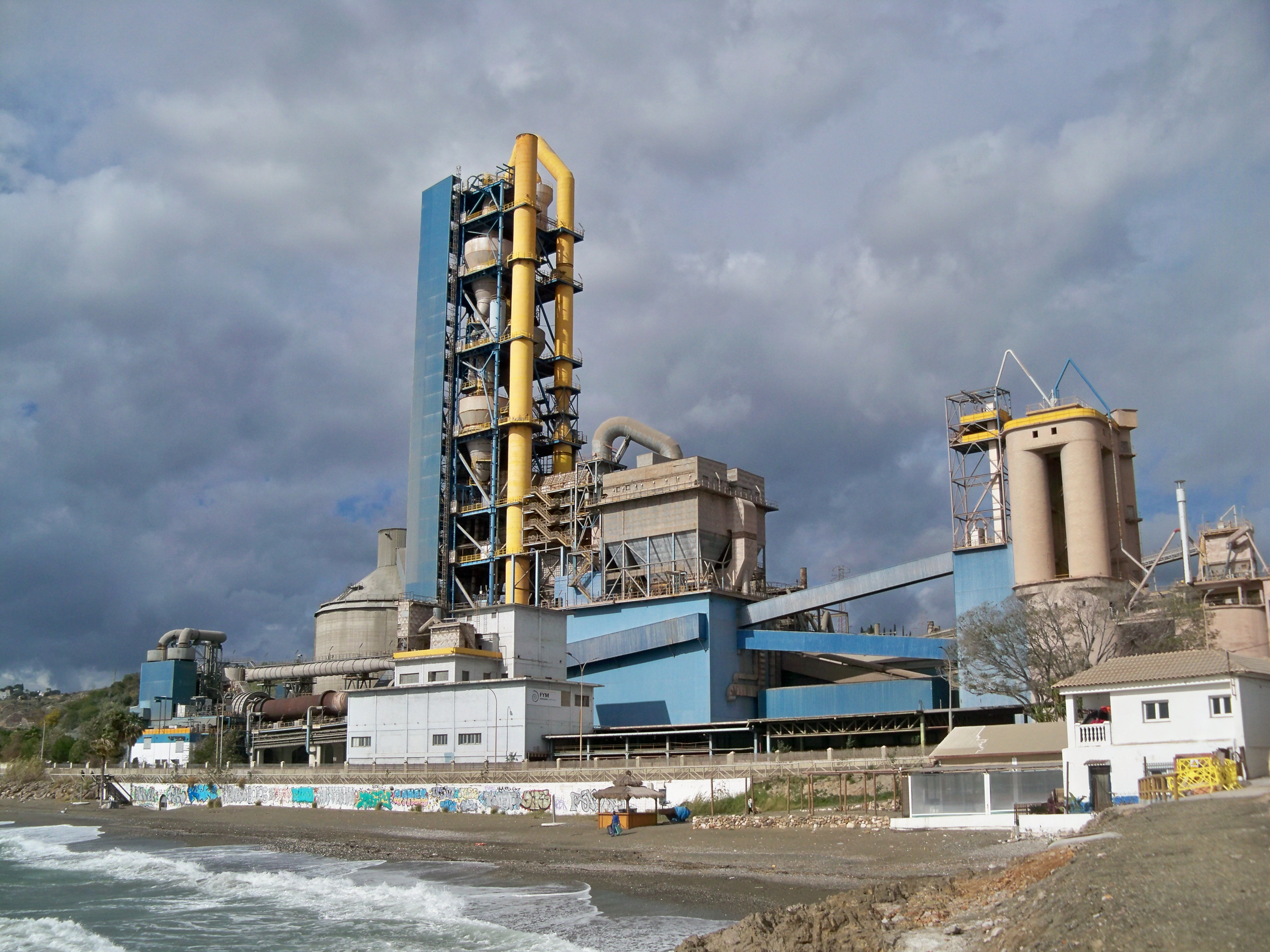
Цементный завод в Малаге

Испания является крупным производителем керамической плитки, цемента и бетона; также в стране производят кирпич, черепицу, штукатурку, пластиковые трубы, теплоизоляционные материалы, асфальт, щебень, гравий. На рынке цемента и бетона лидируют компании Grupo FCC / Cementos Portland Valderrivas, Cemex España, Holcim España, Votorantim Cementos España, Cementos Tudela Veguín, Cementos Molins, Heidelberg Materials Hispania Cementos, Cementos Cosmos, Cementos Rezola, Cementos Lemona и CRH.
Провинция Кастельон является крупнейшим кластером керамической промышленности. На рынке керамической плитки лидируют компании Pamesa (Кастельон-де-ла-Плана), STN Cerámica (Чильчес), Halcón Cerámicas (Алькора), Azteca (Алькора) и Apavisa (Сан-Хуан-де-Моро).
Компания Grupo Cosentino (Кантория) производит стройматериалы из кварца, мрамора и гранита, в том числе поверхности для кухонь и ванных комнат, а также облицовку для фасадов зданий.

## Стекольная промышленность

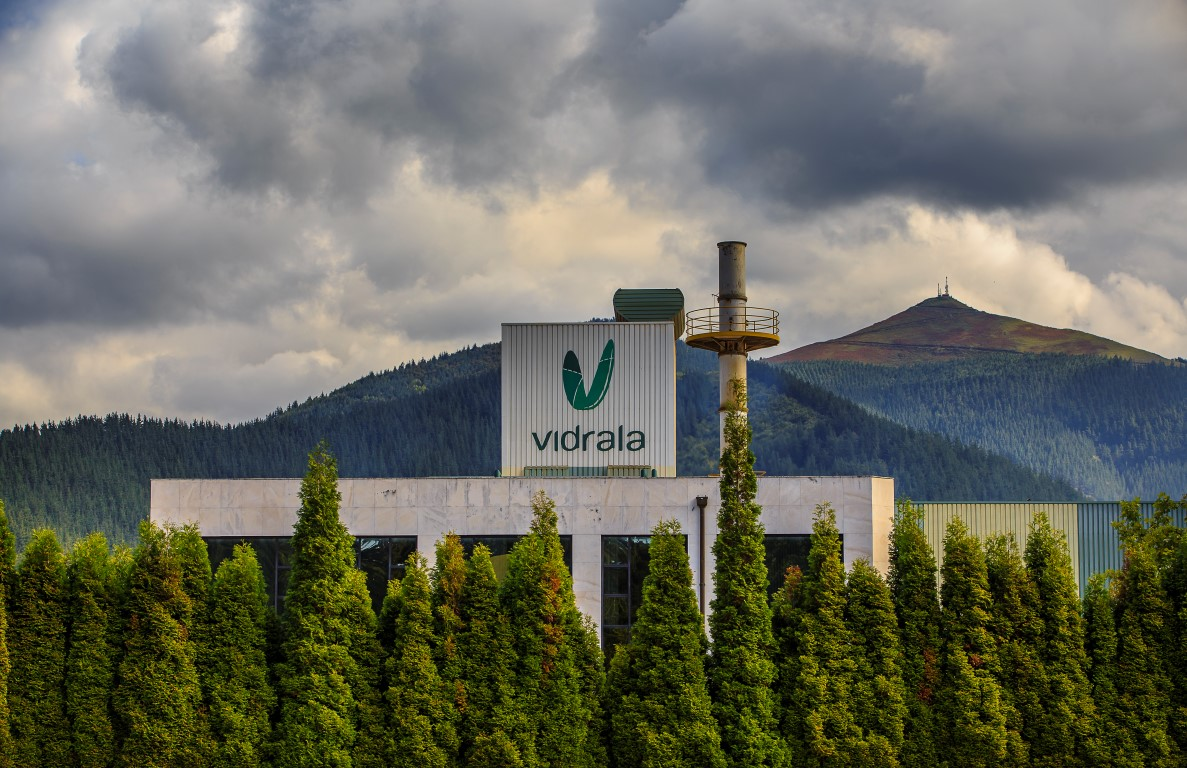
Штаб-квартира Vidrala в Льодио

Компания Vidrala (Льодио) является крупнейшим в стране производителем стеклянной тары для пищевой промышленности, главным образом бутылок для вина и масла. На втором месте расположена компания Verallia Spain (Мадрид), также специализирующаяся на бутылках.

## Парфюмерно-косметическая промышленность
Лидером парфюмерного сектора Испании является компания Puig (Оспиталет-де-Льобрегат), производящая духи для мировых брендов. Компания Deoleo (Кордова) производит побочные продукты переработки оливкового масла и уксуса, которые используются в изготовлении косметики.

## Табачная промышленность
Крупнейшими производителями сигарет, систем нагревания табака и другой табачной продукции являются компании JT International Iberia (Мадрид), входящая в состав японской группы Japan Tobacco, и Altadis (Мадрид), входящая в состав британской группы Imperial Brands.